# Fam de Bengala del 1943
La fam de Bengala de 1943 va ser una fam a la província de Bengala de l'Índia Britànica (actual Bangla Desh, Bengala Occidental i Índia oriental) durant la Segona Guerra Mundial. Es calcula que entre 800.000 i 3,8 milions de persones van morir a la regió de Bengala (actual Bangla Desh i Bengala Occidental), per fam, malària i altres malalties agreujades per la desnutrició, el desplaçament de la població, les condicions insalubres, les pobres polítiques britàniques en temps de guerra i la manca de atenció sanitària. Milions es van empobrir a mesura que la crisi va aclaparar grans segments de l'economia i va alterar catastròficament el teixit social. Finalment, les famílies es van desintegrar; els homes van vendre les seves petites granges i van marxar de casa per buscar feina o per unir-se a l'exèrcit indi britànic, i les dones i els nens es van convertir en migrants sense llar, sovint viatjant a Calcuta o altres grans ciutats a la recerca d'ajuda organitzada.
L'economia de Bengala havia estat predominantment agrària en aquella època, amb entre la meitat i les tres quartes parts dels pobres rurals subsistint en una "condició de semi-mort de fam". L'estancament de la productivitat agrícola i una base de terra estable no van poder fer front a una població en ràpid augment, la qual cosa va provocar una disminució a llarg termini de  la disponibilitat per càpita d'arròs i un nombre creixent de treballadors pobres i sense terra. Una alta proporció treballava sota un cicle crònic i en espiral de deutes que va acabar amb la servitud per deutes i la pèrdua de les seves propietats a causa de l'acaparament de terres.
El finançament de l'escalada militar va provocar una inflació en temps de guerra. Molts treballadors rebien salaris monetaris en lloc de pagament en espècie amb una part de la collita. Quan els preus van augmentar bruscament, els seus salaris no van seguir l'exemple; aquesta caiguda dels salaris reals els va deixar menys capaços de comprar aliments. Durant l'ocupació japonesa de Birmània, moltes importacions d'arròs es van perdre a mesura que els subministraments del mercat i els sistemes de transport de la regió van ser interromputs per les "polítiques de denegació" britàniques d'arròs i vaixells (una resposta de "terra cremada" a l'ocupació). Els britànics també van implementar polítiques d'inflació durant la guerra destinades a posar més recursos disponibles per a les tropes aliades. Aquestes polítiques, juntament amb altres mesures econòmiques, van crear les "transferències forçades de poder adquisitiu" a l'exèrcit de la gent comuna, reduint el seu consum d'aliments. La Cambra de Comerç de Bengala (formada principalment per empreses de propietat britànica), amb l'aprovació del govern de Bengala, va idear un pla d'aliments per oferir una distribució preferencial de béns i serveis als treballadors d'alt nivell, rols prioritaris com les forces armades, les indústries de guerra, els funcionaris i altres "classes prioritàries", per evitar que abandonin els seus càrrecs. Aquests factors es van veure agreujats per l'accés restringit al gra: les fonts nacionals estaven limitades per les barreres comercials interprovincials d'emergència , mentre que l'ajuda del gabinet de guerra de Churchill era limitada, aparentment a causa de l'escassetat de transport marítim durant la guerra. Les causes més properes van incloure desastres naturals a gran escala al sud-oest de Bengala (un cicló, maremots i inundacions i malaltia dels cultius d'arròs). L'impacte relatiu de cadascun d'aquests factors en el nombre de morts és un tema de debat .
El govern provincial mai va declarar formalment un estat de fam, i la seva ajuda humanitària va ser ineficaç durant els pitjors mesos de la crisi. Va intentar fixar el preu de l'arròs a través de controls de preus que van donar lloc a un mercat negre que va animar els venedors a retenir les existències, provocant una hiperinflació per l'especulació i l'acumulació després de l'abandonament dels controls. L'ajuda va augmentar significativament quan l'exèrcit indi britànic va prendre el control del finançament l'octubre de 1943, però va arribar un alleujament efectiu després d'una collita rècord d'arròs aquell desembre. Les morts per inanició van disminuir, però més de la meitat de les morts relacionades amb la fam es van produir el 1944 després que la crisi de seguretat alimentària s'hagués reduït, com a conseqüència de la malaltia. El primer ministre britànic Winston Churchill ha estat criticat pel seu paper en la fam, i els crítics argumenten que les seves prioritats de guerra i la negativa a desviar el subministrament d'aliments a Bengala van empitjorar significativament la situació.

## Fons
Des de finals del segle xix fins a la Gran Depressió, les forces socials i econòmiques van exercir un impacte nociu sobre l'estructura de la distribució de la renda de Bengala i la capacitat del seu sector agrícola per mantenir la població. Aquests processos van incloure l'augment del deute de les llars, un creixement ràpid de la població, l'estancament de la productivitat agrícola, l'augment de l'estratificació social i l'alienació de la classe camperola de les seves terres. La interacció d'aquests grups socials i econòmics clarament definits embolicats en la pobresa i l'endeutament, incapaços d'afrontar els xocs econòmics o mantenir el seu accés als aliments més enllà del curt termini. El 1942 i el 1943, en el context immediat i central de la Segona Guerra Mundial, els xocs als quals es van enfrontar els bengalís van ser nombrosos, complexos i de vegades sobtats. Milions de persones eren vulnerables a la fam.

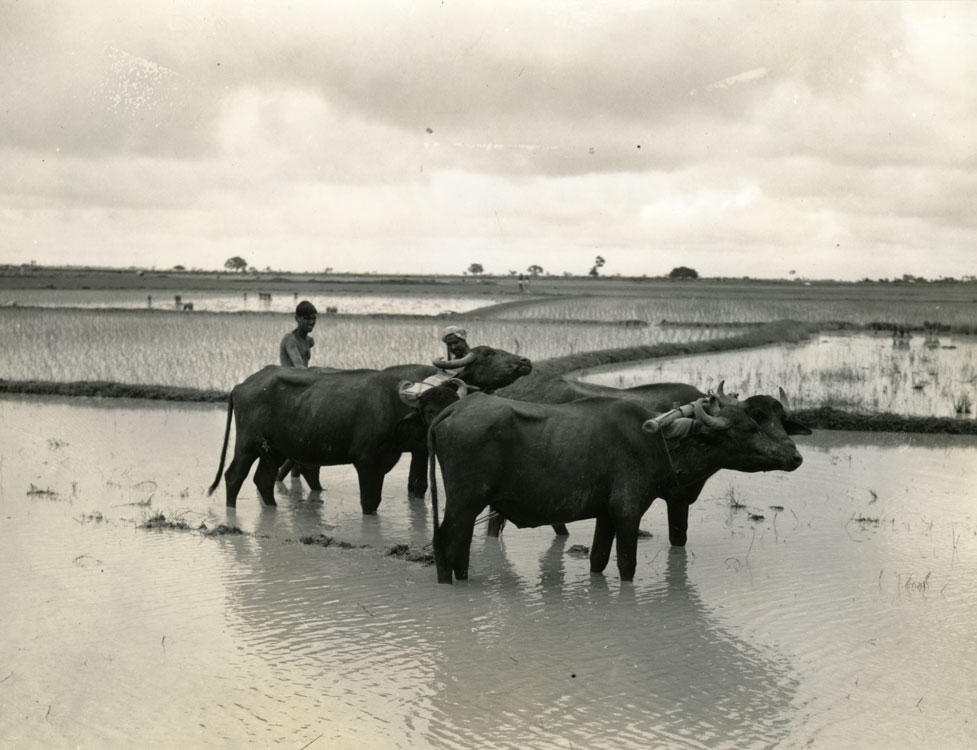
Agricultors d'arròs llaurant un camp d'arròs amb búfals d'aigua prop de Gushkara, Bengala, 1944

L'informe de la Comissió d'Investigació sobre la Fam del Govern de l'Índia  (1945) va descriure Bengala com una "terra de productors d'arròs i menjadors d'arròs". L'arròs dominava la producció agrícola de la província, representant gairebé el 88% de l' ús de la terra cultivable i el 75% dels seus cultius. En general, Bengala produïa un terç de l'arròs de l'Índia, més que qualsevol altra província. L'arròs representava entre el 75 i el 85% del consum diari d'aliments, i el peix era la segona font principal d'aliment, complementat amb petites quantitats de blat.
Hi ha tres cultius d'arròs de temporada a Bengala. El més important és, amb diferència, el cultiu d'hivern d' arròs aman. Sembrada al maig i juny i collita al novembre i desembre, produeix al voltant del 70% de la collita anual total. De manera crucial, el dèficit (debatut) en la producció d'arròs el 1942 es va produir durant la important collita d'aman.
El rendiment d'arròs per acre s'havia estancat des de principis del segle xx; juntament amb l'augment de la població, això va crear pressions que van ser un factor principal en la fam. Bengala tenia una població d'uns 60 milions en una àrea de 77.442 milles quadrades, segons un cens de 1941. La disminució de les taxes de mortalitat, induïda en part per l'èxit anterior a 1943 del Raj britànic en la reducció de la fam va fer que la seva població augmentés un 43% entre 1901 i 1941, de 42,1 milions a 60,3 milions. Durant el mateix període, la població de l'Índia en conjunt va augmentar un 37%.. L'economia era gairebé exclusivament agrària, però la productivitat agrícola estava entre les més baixes del món. La tecnologia agrícola no estava desenvolupada, l'accés al crèdit era limitat i car, i qualsevol potencial d'ajuda governamental es veia obstaculitzat per limitacions polítiques i financeres. La qualitat de la terra i la fertilitat s'havien anat deteriorant a Bengala i altres regions de l'Índia, però la pèrdua va ser especialment severa aquí. L'expansió agrícola va requerir la desforestació i la recuperació de terres. Aquestes activitats van danyar els cursos naturals de drenatge, enmullant els rius i els canals que els alimentaven, deixant-los moribunds i els seus fèrtils deltes. La combinació d'aquests factors va provocar una productivitat agrícola tossudament baixa.
Abans d'aproximadament el 1920, les demandes alimentàries de la població creixent de Bengala es podien satisfer en part cultivant terres de matolls no utilitzades. No més tard del primer quart del segle xx, Bengala va començar a experimentar una escassetat aguda d'aquestes terres, que va provocar una escassetat crònica i creixent d'arròs. La seva incapacitat per seguir el ritme del ràpid creixement demogràfic el va canviar d'exportador net de cereals alimentaris a importador net. Les importacions eren una petita part del total de conreus alimentaris disponibles, però, van fer poc per alleujar els problemes de subministrament d'aliments. El metge i químic bengalí Chunilal Bose, professor de la facultat de medicina de Calcuta, va estimar el 1930 que tant els ingredients com la petita quantitat total d'aliments de la dieta bengalí la feien entre les menys nutritives de l'Índia i del món, i molt perjudicials. a la salut física de la població. L'historiador econòmic Cormac Ó Gráda escriu: "La producció d'arròs de Bengala en anys normals amb prou feines era suficient per a la subsistència nua... el marge de subsistència de la província sobre la vigília de la fam era esvelt Aquestes condicions van deixar una gran proporció de la població contínuament a la vora de la desnutrició o fins i tot la fam.

### Acaparament de terres
Els canvis estructurals en el mercat de crèdit i els drets de transferència de terres van empènyer Bengala al perill recurrent de fam i van dictar quins grups econòmics patirien més dificultats. El sistema indi britànic de propietat de la terra, particularment a Bengala, era molt complex, amb drets repartits desigualment entre tres grups econòmics i socials diversos: els grans terratinents absents tradicionals o zamindars; els jotedars "camperols rics" de nivell superior ; i, al nivell socioeconòmic més baix, els ryot (camperols) petits propietaris i nanos, bargadars(parcers ) i jornalers agrícoles. Els terratinents zamindar i jotedar estaven protegits per la llei i els costums, però els que conreaven el sòl, amb propietats petites o sense terra, van patir pèrdues persistents i creixents dels drets de la terra i del benestar. Durant finals del segle xix i principis del XX, el poder i la influència dels terratinents va caure i el dels jotedars va augmentar. Particularment a les regions menys desenvolupades, els jotedars van obtenir poder com a comerciants de cereals o jute i, el que és més important, fent préstecs a aparquers, treballadors agrícoles i riots. Van obtenir poder sobre els seus llogaters mitjançant una combinació de servitud per deutes mitjançant la transferència de deutes i hipoteques, i l'acaparament de terres parcel·la per parcel·la.
L'acaparament de terres sol tenir lloc a través de mercats de crèdit informals. Moltes entitats financeres havien desaparegut durant la Gran Depressió; els camperols amb petites propietats de la terra generalment havien de recórrer a prestadors locals informals per comprar productes de primera necessitat durant els mesos de febles entre collites. Com va declarar l'influent empresari bengalí M. A. Ispahani, "...el conreador de Bengala, [fins i tot] abans de la guerra, tenia tres mesos de banquet, cinc mesos de dieta de subsistència i quatre mesos de fam". A més, si un treballador no posseïa béns recuperables en efectiu, com ara llavors o bestiar per llaurar, s'endeutaria. Particularment durant les collites pobres, els petits propietaris van caure en cicles d'endeutament, sovint perdent la terra als creditors.
Petits terratinents i parcers van adquirir deutes inflats per tipus d'interès usurària. Qualsevol mala collita exigia un gran peatge; l'acumulació de deute de consum, préstecs estacionals i préstecs de crisi va iniciar un cicle d'endeutament perpetu i en espiral. Aleshores era relativament fàcil per als jotedars utilitzar el litigi per obligar els deutors a vendre la totalitat o part de les seves propietats a un preu baix o a perdre-les en una subhasta. Aleshores, els deutors es van convertir en parcers i jornalers sense terra o pobres en terres, que normalment treballaven els mateixos camps que havien tingut abans. L'acumulació del deute de la llar a un sol creditor local i informal lligava el deutor gairebé ineludiblement al creditor/arrendador; es va fer gairebé impossible liquidar el deute després d'una bona collita i simplement marxar. D'aquesta manera, els jotedars van dominar i empobrir efectivament el nivell més baix de les classes econòmiques de diversos districtes de Bengala.
Aquesta explotació, exacerbada per les pràctiques d'herència musulmana que dividien la terra entre múltiples germans, va augmentar les desigualtats en la propietat de la terra En aquell moment, milions d'agricultors bengalís tenien poca o cap terra. En termes absoluts, el grup social que va patir amb molt la major part de totes les formes d'empobriment i mort durant la fam de Bengala de 1943 van ser els treballadors agrícoles sense terra.

### Transport

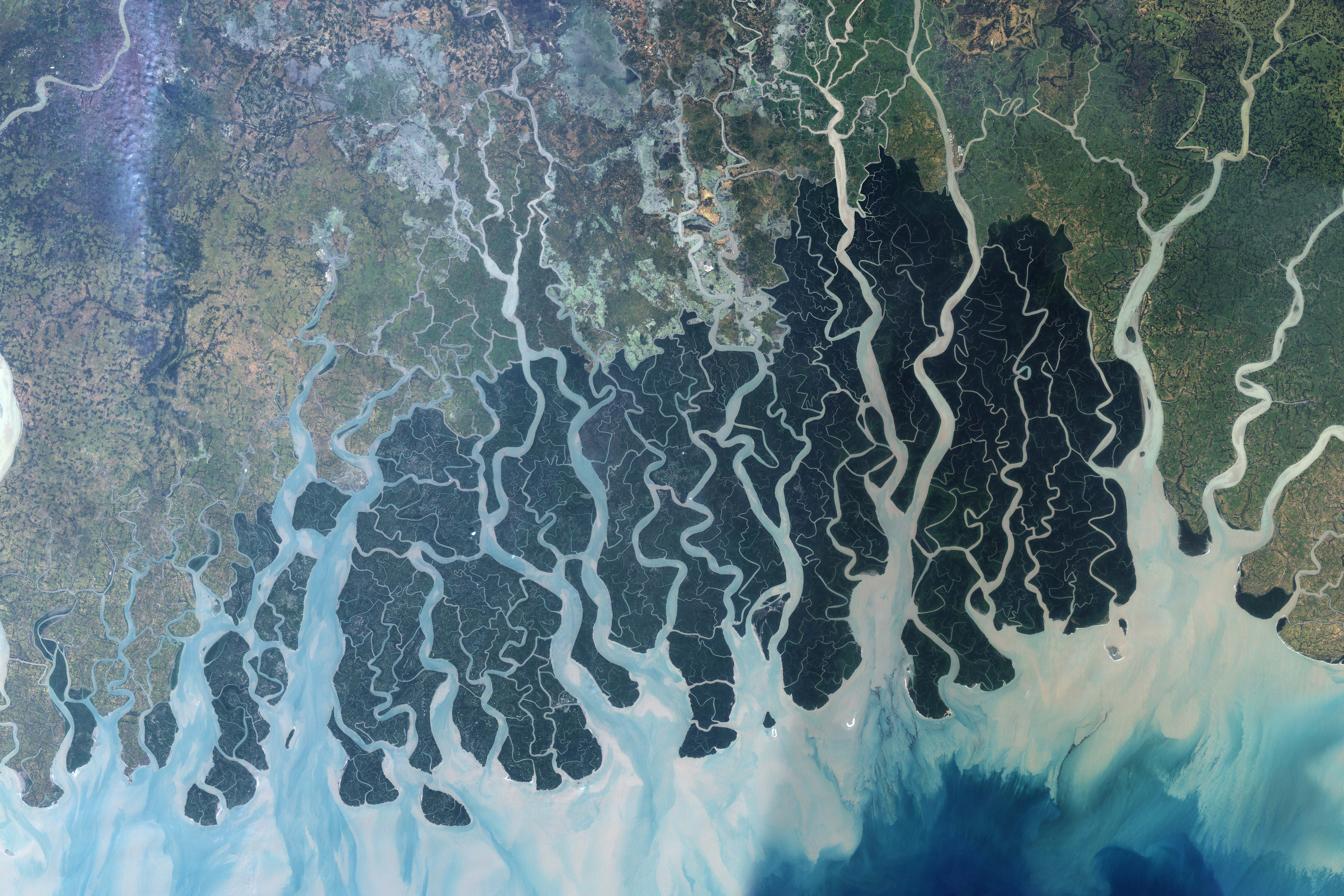
Vista per satèl·lit dels Sundarbans

L'aigua era la principal font de transport durant les èpoques de pluges i durant tot l'any en zones com el vast delta de la costa sud-est de Sundarbans. El transport fluvial era una part integral de l'economia de Bengala, un factor insubstituïble en la producció i distribució d'arròs. Les carreteres eren generalment escasses i en males condicions, i l'extens sistema ferroviari de Bengala es va emprar en gran part amb finalitats militars fins a les etapes molt tardanes de la crisi.
El desenvolupament dels ferrocarrils a Bengala a la dècada de 1890 va interrompre el drenatge natural i va dividir la regió en innombrables "compartiments" mal drenats. El ferrocarril va provocar indirectament l'envasament excessiu, que va augmentar les inundacions i va crear zones d'aigua estancada, danyant la producció de conreus i, de vegades, contribuint a un desplaçament parcial del cultiu productiu d'arròs aman cap a cultivars menys productius, i també va crear un entorn més hospitalari per a malalties originàries a l'aigua, com el còlera i la malària.

### Subministrament de sòl i aigua
Bengala oriental i Bengala occidental tenen sòls diferents. El sòl sorrenc de l'est, i la terra sedimentària més lleugera dels Sundarbans, tendien a drenar-se més ràpidament després de la temporada del monsó que les regions de laterita o argila pesada de Bengala occidental. L'esgotament del sòl va obligar a deixar en guaret grans extensions de Bengala occidental i central; Bengala oriental tenia molts menys camps no cultivats. Les inundacions anuals d'aquests guarets van crear un lloc de cria per als mosquits portadors de malària; les epidèmies de malària van durar un mes més a les zones central i occidental amb un drenatge més lent.
Les zones rurals no tenien accés a subministraments d'aigua potable. L'aigua provenia principalment de grans dipòsits de terra, rius i pous de tubs. A l'estació seca, els tancs parcialment drenats es van convertir en una àrea de reproducció més per als mosquits vectors de la malària. L'aigua dels tancs i dels rius era susceptible a la contaminació pel còlera; amb els pous de tubs molt més segurs. Tanmateix, fins a un terç dels pous existents a Bengala en temps de guerra estaven en mal estat.

## Xocs i angoixa abans de la fam
Al llarg de 1942 i principis de 1943, els esdeveniments militars i polítics es van combinar amb desastres naturals i malalties de les plantes per posar una tensió generalitzada a l'economia de Bengala. Mentre que les necessitats d'aliments de Bengala van augmentar a causa de l'augment de la presència militar i l'afluència de refugiats de Birmània, la seva capacitat d'obtenir arròs i altres cereals va ser restringida per les barreres comercials interprovincials.

### Invasió japonesa de Birmània
La campanya japonesa per Birmània va desencadenar un èxode de més de la meitat del milió d'indis de Birmània cap a l'Índia. El flux va començar després del bombardeig de Rangún, i durant mesos després gent desesperada es va abocar a través de les fronteres, escapant a l'Índia a través de Bengala i Assam. El 26 d'abril de 1942, totes les forces aliades van rebre l'ordre de retirar-se de Birmània a l'Índia. El transport militar i altres subministraments estaven dedicats a l'ús militar i no estaven disponibles per a l'ús dels refugiats. A mitjans de maig de 1942, les pluges del monsó es van fer intenses als turons de Manipur, inhibint encara més el moviment civil.
El nombre de refugiats que van arribar amb èxit a l'Índia va ser d'almenys 500.000; desenes de milers van morir pel camí. En mesos posteriors, entre el 70 i el 80% d'aquests refugiats estaven afectats per malalties com la disenteria, la verola, la malària o el còlera, amb un 30% "desesperadament". L'arribada de refugiats va crear diverses condicions que podrien haver contribuït a la fam. La seva arribada va crear una major demanda d'aliments, roba i ajuda mèdica, tenint encara més els recursos de la província. Les males condicions higièniques del seu viatge forçat van provocar temors oficials d'un risc per a la salut pública a causa d'epidèmies provocades per la pertorbació social. Finalment, el seu estat d'angoixa després de les seves lluites va generar pressentiments, incertesa i pànic entre la població de Bengala; aquesta compra i acaparament de pànic agreujat que pot haver contribuït a l'inici de la fam.
A l'abril de 1942, els vaixells i avions de guerra japonesos havien enfonsat aproximadament 100.000 tones de vaixells mercants a la badia de Bengala. Segons el general Archibald Wavell, comandant en cap de l'exèrcit a l'Índia, tant l'oficina de guerra de Londres com el comandant de la flota oriental britànica van reconèixer que la flota era impotent per oposar-se seriosament als atacs navals japonesos a Ceilan, al sud o l'est de l'Índia, o a l'enviament a la badia de Bengala. Durant dècades, el transport ferroviari havia estat una part integral dels esforços reeixits del Raj per prevenir la fam a l'Índia. No obstant això, les incursions japoneses van posar una tensió addicional als ferrocarrils, que també van patir inundacions al Brahmaputra, una epidèmia de malària i el moviment Quit India dirigit a la comunicació per carretera i ferrocarril. Durant tot aquest període, el transport de subministraments civils es va veure compromès per l'augment de les obligacions militars dels ferrocarrils i el desmantellament de vies realitzat a zones de Bengala oriental el 1942 per dificultar una potencial invasió japonesa.
La caiguda de Rangoon el març de 1942 va tallar la importació d'arròs birmà a l'Índia i Ceilan. Degut en part a l'augment de la població local, els preus de l'arròs ja eren un 69% més alts al setembre de 1941 que a l'agost de 1939. La pèrdua d'importacions birmanes va provocar un augment encara més de la demanda a les regions productores d'arròs. Això, segons la Comissió de la Fam, es trobava en un mercat en el qual "el progrés de la guerra va fer que els venedors que podien permetre's el luxe d'esperar no fossin disposats a vendre". La pèrdua d'importacions de Birmània va provocar una lluita agressiva per l'arròs a tota l'Índia, que va provocar un augment dramàtic i sense precedents de la inflació dels preus de la demanda a Bengala i altres regions productores d'arròs de l'Índia. A l'Índia i particularment a Bengala, això va provocar un "desordre" dels mercats de l'arròs. Particularment a Bengala, l'efecte preu de la pèrdua d'arròs birmà va ser molt desproporcionat respecte a la mida relativament modesta de la pèrdua en termes de consum total. Malgrat això, Bengala va continuar exportant arròs a Ceilan  durant mesos després, tot i que l'inici d'una crisi alimentària va començar a fer-se evident. Tot això, juntament amb els problemes de transport creats per la política de "negació de vaixells" del govern , van ser les causes directes de les barreres comercials interprovincials al moviment de cereals alimentaris, i van contribuir a una sèrie de polítiques governamentals fallides que va agreujar encara més la crisi alimentària.

### 1942–1945: acumulació militar, inflació i desplaçament

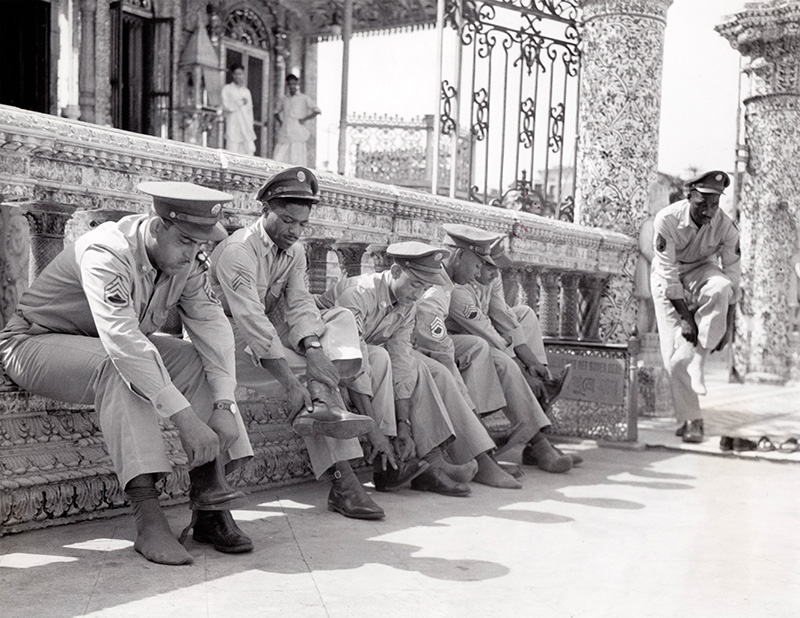
Soldats nord-americans al Temple Jain de Calcuta, juliol de 1943. Calcuta es va convertir en un centre per a centenars de milers de tropes aliades.

La caiguda de Birmània va acostar Bengala al front de guerra; el seu impacte va caure amb més força a Bengala que a altres llocs de l'Índia. Les principals àrees urbanes, especialment Calcuta, van atraure un nombre creixent de treballadors a les indústries militars i tropes de moltes nacions. Els treballadors no qualificats de Bengala i províncies properes van ser emprats per contractistes militars, especialment per a la construcció d'aeròdroms americans i britànics. Centenars de milers de tropes americanes, britàniques, índies i xineses van arribar a la província, tensant els subministraments domèstics i provocant l'escassetat en una àmplia gamma de necessitats diàries. Les pressions inflacionistes generals d'una economia en temps de guerra van fer que els preus augmentessin ràpidament en tot l'espectre de béns i serveis. La pujada dels preus "no va ser pertorbadora" fins al 1941, quan es va fer més alarmant. Després, a principis de 1943, la taxa d'inflació dels cereals alimentaris en particular va prendre un gir a l'alça sense precedents.
Gairebé la totalitat de la producció de les indústries de roba, llana, cuir i seda de l'Índia es va vendre a l'exèrcit. En el sistema que el govern britànic va utilitzar per adquirir béns a través del govern de l'Índia, les indústries van quedar en propietat privada en lloc d'enfrontar-se a la requisa directa de la seva capacitat productiva. Les empreses havien de vendre béns als militars a crèdit i a preus fixos i baixos. No obstant això, les empreses tenien llibertat per cobrar el preu que desitgessin al seu mercat nacional pel que els quedava. En el cas de les indústries tèxtils que proveïen de roba per als uniformes de l'exèrcit britànic, per exemple, cobraven un preu molt elevat als mercats nacionals. A finals de 1942, els preus dels draps s'havien més que triplicat respecte als seus nivells d'abans de la guerra; s'havien més que quadruplicat a mitjans de 1943. Gran part dels béns sobrants per a ús civil van ser comprats pels especuladors. Com a resultat, "el consum civil de productes de cotó va caure més d'un 23% respecte al nivell de pau el 1943/44". Les dificultats que patia la població rural a través d'una severa "fam de roba" es van alleujar quan les forces militars van començar a distribuir subministraments de socors entre octubre de 1942 i abril de 1943.
El mètode de finançament del crèdit es va adaptar a les necessitats de la guerra del Regne Unit. Gran Bretanya va acceptar pagar les despeses de defensa per sobre de la quantitat que l'Índia havia pagat en temps de pau (ajustada per la inflació). No obstant això, les seves compres es van fer íntegrament a crèdit acumulat al Banc d'Anglaterra i no bescanviables fins després de la guerra. Al mateix temps, es va permetre al Banc de l'Índia tractar aquests crèdits com a actius contra els quals podia imprimir moneda fins a dues vegades i mitja més que el total del deute incorregut. Aleshores, les impremtes de diners de l'Índia van començar a fer hores extraordinàries, imprimint la moneda que pagava totes aquestes despeses massives. L'enorme augment de l'oferta monetària nominal juntament amb l'escassetat de béns de consum va estimular la inflació monetària, que va assolir el seu màxim el 1944–45. L'augment acompanyat dels ingressos i del poder adquisitiu va caure de manera desproporcionada en mans de les indústries de Calcuta (en particular, les indústries de municions).
L'acumulació militar va provocar el desplaçament massiu de bengalís de les seves cases. Segons l'historiador Paul Greenough, les terres de conreu adquirides per a la construcció de pistes d'aterratge i campaments "s'estima que han expulsat entre 30.000 i 36.000 famílies (entre 150.000 i 180.000 persones) de les seves terres". Els pagaven la terra, però havien perdut la feina. La necessitat urgent d'habitatge per a la immensa afluència de treballadors i soldats a partir de 1942 va crear més problemes. Les casernes militars estaven escampades per Calcuta. L'informe de la Comissió de Fam de 1945 afirmava que els propietaris havien cobrat per aquestes cases, però "hi ha pocs dubtes que els membres de moltes d'aquestes famílies es van convertir en víctimes de fam el 1943".

### Març de 1942: polítiques de negació
Anticipant una invasió japonesa de l'Índia britànica a través de la frontera oriental de Bengala, l'exèrcit britànic va llançar una iniciativa preventiva de terra cremada de dues vessants a l'est i la costa de Bengala. El seu objectiu era negar als esperats invasors l'accés a subministraments d'aliments, transport i altres recursos.
En primer lloc, es va dur a terme una política de "negació de l'arròs" a tres districtes del sud de la costa de la badia de Bengala:  Bakarganj (o Barisal), Midnapore i Khulna , que s'esperava que tinguessin excedents d'arròs. John Herbert, el governador de Bengala, va emetre una directiva urgent a finals de març de 1942 que exigia immediatament que les existències d'arròs (arròs no mòlt) considerats excedents i altres articles alimentaris fossin eliminats o destruïts en aquests districtes. Les xifres oficials de les quantitats confiscades eren relativament petites i haurien contribuït només modestament a l'escassetat local. No obstant això, l'evidència que les pràctiques fraudulentes, corruptes i coercitives dels agents de compra van treure molt més arròs del que es va registrar oficialment, no només dels districtes designats, sinó també a les zones no autoritzades, suggereix un impacte més gran. Molt més perjudicial va ser l'impacte inquietant de la política en les relacions del mercat regional i la contribució a una sensació d'alarma pública. La interrupció de les relacions profundament entrellaçades de confiança i crèdit comercial va crear una congelació immediata dels préstecs informals. Aquesta congelació del crèdit va restringir molt el flux d'arròs al comerç.
El segon punt, una política de "negació de vaixells", va ser dissenyat per negar el transport bengalí a qualsevol exèrcit japonès invasor. S'aplicava als districtes fàcilment accessibles per la badia de Bengala i els rius més grans que hi desemboquen. Implementada l'1 de maig després d'un període de registre inicial, la política autoritzava l'Exèrcit a confiscar, reubicar o destruir qualsevol vaixell prou gran per transportar més de deu persones, i els permetia requisar altres mitjans de transport com bicicletes, carros de bous i elefants. Sota aquesta política, l'Exèrcit va confiscar aproximadament 45.000 vaixells rurals, interrompent greument el moviment fluvial de mà d'obra, subministraments i aliments, i comprometent els mitjans de vida dels barquers i pescadors. Leonard G. Pinnell, un funcionari britànic que va dirigir el Departament de Subministraments Civils del govern de Bengala, va dir a la Comissió de Fam que la política "va trencar completament l'economia de la classe pesquera". El transport generalment no estava disponible per portar llavors i equips a camps llunyans o arròs als centres del mercat. Els artesans i altres grups que confiaven en el transport de vaixells per portar mercaderies al mercat no van rebre cap recompensa; ni eren arrossers ni la xarxa de treballadors migratoris. La retirada o destrucció a gran escala de vaixells rurals va provocar una ruptura gairebé completa de la infraestructura de transport i administració existents i el sistema de mercat per al moviment de l'arròs. No es va fer cap mesura per preveure el manteniment o la reparació de les embarcacions confiscades, i molts pescadors no van poder tornar al seu ofici. L'Exèrcit no va prendre cap mesura per distribuir racions d'aliments per compensar la interrupció dels subministraments.
Aquestes polítiques van tenir importants ramificacions polítiques. El Congrés Nacional Indi, entre altres grups, va organitzar protestes denunciant les polítiques de negació per posar càrregues draconianes als camperols bengalís; aquests van formar part d'un sentiment i una efusió nacionalistes que més tard van assolir el màxim al moviment "Quit India". L'impacte més ampli de les polítiques - fins a quin punt van augmentar o fins i tot van provocar la fam un any després - ha estat objecte de molta discussió.

### Barreres comercials provincials
Moltes províncies índies i estats prínceps van imposar barreres comercials interprovincials des de mitjans de 1942, impedint el comerç d'arròs nacional. L'ansietat i l'augment dels preus de l'arròs, provocats per la caiguda de Birmània, van ser una de les raons subjacents de les barreres comercials. Els desequilibris comercials provocats pels controls de preus van ser un altre. El poder de restringir el comerç interprovincial es va donar als governs provincials el novembre de 1941 sota la Llei de Defensa de l'Índia de 1939.  Els governs provincials van començar a establir barreres comercials que impedien el flux de cereals alimentaris (especialment arròs) i altres mercaderies entre les províncies. Aquestes barreres reflectien el desig de veure que les poblacions locals estiguessin ben alimentades, evitant així les emergències locals.
El gener de 1942, el Panjab va prohibir les exportacions de blat; això va augmentar la percepció d'inseguretat alimentària i va fer que l'enclavament de blat del Gran Calcuta augmentés la seva demanda d'arròs precisament quan es temia una escassetat imminent d'arròs. Les Províncies Centrals van prohibir l'exportació de cereals fora de la província dos mesos després. Madras va prohibir les exportacions d'arròs al juny, seguit de prohibicions a l'exportació a Bengala i les seves províncies veïnes de Bihar i Orissa aquell juliol
La Comissió d'Investigació de la Fam de 1945 va caracteritzar aquesta "etapa crítica i potencialment més perillosa" com un fracàs polític clau. Com va dir un ponent de la Comissió: "Cada província, cada districte, cada [divisió administrativa] a l'est de l'Índia s'havia convertit en una república alimentària en si mateixa. La maquinària comercial per a la distribució d'aliments [entre províncies] a tot l'est de L'Índia va ser estrangulada lentament i a la primavera de 1943 estava morta". Bengala no va poder importar arròs nacional; aquesta política va ajudar a transformar les falles del mercat i l'escassetat d'aliments en fam i mort generalitzada.

### Mitjans 1942: Distribució prioritzada
La pèrdua de Birmània va reforçar la importància estratègica de Calcuta com a centre de la indústria pesant i principal proveïdor d'armament i tèxtil per a tot el teatre asiàtic. Per donar suport a la seva mobilització en temps de guerra, el govern britànic indi va categoritzar la població en grups socioeconòmics de classes "prioritàries" i "no prioritàries", segons la seva importància relativa per a l'esforç bèl·lic. Els membres de les classes "prioritàries" estaven formats en gran part per bhadraloks, que eren de classe alta o de classe mitjana burgesa, socialment mòbils, educats, urbans i simpatitzants amb els valors occidentals i la modernització. La protecció dels seus interessos va ser una de les principals preocupacions dels esforços de socors tant privats com públics. Això va situar els pobres rurals en competència directa pels escassos subministraments bàsics amb treballadors d'agències públiques, indústries relacionades amb la guerra i, en alguns casos, fins i tot amb agricultors de classe mitjana ben connectats políticament.
A mesura que els preus dels aliments van augmentar i els signes de fam es van fer evidents a partir del juliol de 1942, la Cambra de Comerç de Bengala (formada principalment per empreses de propietat britànica) va idear un pla d'aliments per oferir una distribució preferencial de béns i serveis als treballadors de les indústries de guerra d'alta prioritat, per evitar que abandonin les seves posicions. El pla va ser aprovat pel govern de Bengala. L'arròs va ser dirigit lluny dels districtes rurals famolencs als treballadors de les indústries considerades vitals per a l'esforç militar, especialment a la zona al voltant del Gran Calcuta. Els treballadors dels sectors prioritaris –indústries privades i governamentals en temps de guerra, construcció militar i civil, fàbriques de paper i tèxtils, empreses d'enginyeria, ferrocarrils indis, mines de carbó i treballadors governamentals de diversos nivells  – van rebre avantatges i beneficis significatius. . Els treballadors essencials rebien aliments subvencionats, i sovint se'ls pagava en part en repartiments setmanals d'arròs suficient per alimentar les seves famílies immediates, protegint-los encara més de la inflació. Els treballadors essencials també es van beneficiar de les targetes de racionament, una xarxa de "botigues barates" que proporcionaven subministraments essencials a preus reduïts i l'assignació directa i preferent de subministraments com ara aigua, atenció mèdica i subministraments antimalàrics. També van rebre aliments subvencionats, transport gratuït, accés a un habitatge superior, salaris regulars i fins i tot "unitats mòbils de cinema que atenien les necessitats recreatives". Al desembre d'aquell any, el nombre total d'individus coberts (treballadors i les seves famílies) era d'aproximadament un milió.
L'atenció mèdica es va dirigir als grups prioritaris, especialment als militars. El personal sanitari públic i privat de tots els nivells va ser traslladat al servei militar, mentre que els subministraments mèdics es van monopolitzar.
Els treballadors rurals i els civils no membres d'aquests grups van rebre un accés molt reduït a l'alimentació i l'atenció mèdica, generalment només disponible per a aquells que emigraven a centres de població seleccionats. En cas contrari, segons l'historiador mèdic Sanjoy Bhattacharya, "a vastes àrees de l'est rural de l'Índia se'ls va negar qualsevol esquema distributiu durador patrocinat per l'estat". Per aquesta raó, la política de distribució prioritzada de vegades es discuteix com una de les causes de la fam.

### Malestar civil
La guerra va augmentar el ressentiment i la por del Raj entre els agricultors rurals i els líders empresarials i industrials del Gran Calcuta. La situació militar desfavorable dels Aliats després de la caiguda de Birmània va portar els Estats Units i la Xina a instar el Regne Unit a reclutar la cooperació total de l'Índia en la guerra negociant una transferència pacífica del poder polític a un organisme indi electe; aquest objectiu també va ser recolzat pel Partit Laborista a Gran Bretanya. Winston Churchill, el primer ministre britànic, va respondre a la nova pressió a través de la missió dels Cripps, abordant la possibilitat de la postguerra d'un estatus polític autònom per a l'Índia a canvi del seu suport militar total, però les negociacions es van enfonsar a principis d'abril de 1942.
El 8 d'agost de 1942, el Congrés Nacional Indi va llançar el moviment Quit India com una mostra nacional de resistència no-violenta. Les autoritats britàniques van reaccionar empresonant els líders del Congrés. Sense el seu lideratge, el moviment va canviar el seu caràcter i es va dedicar a sabotejar fàbriques, ponts, línies de telègraf i ferrocarril i altres propietats governamentals, amenaçant així l'empresa de guerra del Raj britànic. Els britànics van actuar enèrgicament per suprimir el moviment, detenint unes 66.000 persones (dels quals poc més de 19.000 encara estaven condemnats per dret civil o detinguts sota la Llei de Defensa de l'Índia a principis de 1944). Més de 2.500 indis van ser abatuts quan la policia va disparar contra els manifestants, molts dels quals van morir. A Bengala, el moviment va ser més fort a les subdivisions Tamluk i Contai del districte de Midnapore, on el descontentament rural era ben establert i profund. A Tamluk, a l'abril de 1942 el govern havia destruït uns 18.000 vaixells per seguir la seva política de negació, mentre que la inflació relacionada amb la guerra va alienar encara més la població rural, que es va convertir en voluntaris ansiosos quan els reclutadors locals del Congrés van proposar una rebel·lió oberta.
La violència durant el moviment "Quit India" va ser condemnada internacionalment, i va endurir alguns sectors de l'opinió britànica contra l'Índia; els historiadors Christopher Bayly i Tim Harper creuen que va reduir la voluntat del gabinet de guerra britànic de proporcionar ajuda per la fam en un moment en què també es necessitaven subministraments per a l'esforç de guerra. De diverses maneres, el desordre polític i social i la desconfiança que van ser els efectes i les conseqüències de la rebel·lió i els disturbis civils van posar limitacions polítiques, logístiques i d'infraestructura al govern de l'Índia que van contribuir als problemes posteriors provocats per la fam.

### 1942–1943: caos de preus
Durant tot l'abril de 1942, els refugiats britànics i indis van fugir de Birmània, molts a través de Bengala, ja que el cessament de les importacions birmanes va continuar fent pujar els preus de l'arròs. Al juny, el govern de Bengala va establir controls de preus de l'arròs i l'1 de juliol va fixar els preus a un nivell considerablement inferior al preu de mercat vigent. El principal resultat del preu baix fix va ser fer que els venedors es resisteixin a vendre; les existències van desaparèixer, ja fos al mercat negre o a l'emmagatzematge. Aleshores, el govern va fer saber que la llei de control de preus no s'aplicaria excepte en els casos més flagrants d'esperit bèl·lic. Aquesta flexibilització de les restriccions més la prohibició d'exportacions van crear uns quatre mesos d'estabilitat de preus relativa. A mitjans d'octubre, però, el sud-oest de Bengala va ser afectat per una sèrie de desastres naturals que van tornar a desestabilitzar els preus, provocant una altra lluita precipitada per l'arròs, en gran benefici del mercat negre de Calcuta. Entre desembre de 1942 i març de 1943 el govern va fer diversos intents de "trencar el mercat de Calcuta" aportant subministraments d'arròs de diversos districtes de la província; tanmateix, aquests intents de fer baixar els preus augmentant l'oferta no van tenir èxit.
L'11 de març de 1943, el govern provincial va rescindir els seus controls de preus, donant lloc a augments espectaculars del preu de l'arròs, degut en part a l'augment dels nivells d'especulació. El període d'inflació entre març i maig de 1943 va ser especialment intens; maig va ser el mes dels primers informes de mort per inanició a Bengala. El govern va intentar restablir la confiança del públic insistint que la crisi estava causada gairebé únicament per l'especulació i l'acumulació, però la seva propaganda no va aconseguir dissipar la creença generalitzada que hi havia escassetat d'arròs. El govern provincial mai va declarar formalment un estat de fam, tot i que el seu Codi de fam hauria ordenat un augment considerable de l'ajuda. En les primeres etapes de la fam, la raó d'això era que el govern provincial esperava ajuda del govern de l'Índia. Va considerar llavors que el seu deure consistia a mantenir la confiança mitjançant una propaganda que afirmava que no n'hi havia escassetat. Després que va quedar clar que l'ajuda del govern central no arribava, el govern provincial va considerar que simplement no disposava de la quantitat de subministraments d'aliments que una declaració de fam els obligaria a distribuir, mentre que distribuir més diners podria empitjorar la inflació.
Quan es van abolir les barreres comercials interprovincials el 18 de maig, els preus van caure temporalment a Calcuta, però es van disparar a les províncies veïnes de Bihar i Orissa quan els comerciants es van afanyar a comprar accions. Els intents del govern provincial de localitzar i apoderar-se de les existències acumulades no van aconseguir trobar un acaparament important. A Bengala, els preus van ser aviat de cinc a sis vegades més alts que abans d'abril de 1942. El lliure comerç es va abandonar el juliol de 1943, i es van restablir els controls de preus a l'agost. Malgrat això, hi va haver informes no oficials de la venda d'arròs a finals de 1943 a aproximadament vuit o deu vegades els preus de finals de 1942. El govern va enviar agents de compra per obtenir arròs, però els seus intents van fracassar en gran manera. Els preus es van mantenir alts i el mercat negre no es va controlar.

### Octubre 1942: Desastres naturals
Bengala es va veure afectada per una sèrie de desastres naturals a finals de 1942. La collita d'arròs d'hivern va ser afectada per un sever brot de malaltia fúngica de taques marrons, mentre que, del 16 al 17 d'octubre, un cicló i tres onades de tempesta van devastar terres de conreu, van destruir cases i van matar milers de persones, al mateix temps dispersant alts nivells d'espores de fongs per tota la regió i augmentant la propagació de la malaltia dels cultius. El fong va reduir el rendiment del cultiu encara més que el cicló. Després de descriure les horribles condicions que havia presenciat, el micòleg S.Y. Padmanabhan va escriure que l'impacte del brot va ser similar al de la plaga de la patata que va causar la Gran fam irlandesa: "Tot i que les fallades administratives van ser immediatament responsables d'aquest patiment humà, la causa principal. de la producció de cultius curts de 1942 va ser l'epidèmia [planta]... res tan devastador... s'ha registrat a la literatura fitopatològica".
El cicló de Bengala va arribar a través del golf de Bengala, aterrant a les zones costaneres de Midnapore i 24 Parganas. Va matar 14.500 persones i 190.000 caps de bestiar, mentre que les existències d'arròs en mans de conreadors, consumidors i comerciants van ser destruïdes. També va crear condicions atmosfèriques locals que van contribuir a augmentar la incidència de la malària. Les tres marejades de tempesta que van seguir el cicló van destruir els dics de Midnapore i van inundar grans àrees de Contai i Tamluk. Les onades van escombrar una àrea de 450 milles quadrades (1.200 km²), les inundacions van afectar 400 milles quadrades (1.000 km²), i el vent i la pluja torrencial van danyar 3.200 milles quadrades (8.300 km²). Per a prop de 2,5 milions de bengalís, els danys acumulats del cicló i de les marejades de tempesta a les llars, els cultius i els mitjans de vida van ser catastròfics:
| « | Els cadàvers estaven escampats per diversos milers de quilòmetres quadrats de terra devastada, 7.400 pobles van ser parcialment o totalment destruïts i les aigües estancades van romandre durant setmanes en almenys 1.600 pobles. El còlera, la disenteria i altres malalties transmeses per l'aigua van florir. Es van perdre 527.000 cases i 1.900 escoles, es van destruir per complet més de 1.000 milles quadrades dels arrossars més fèrtils de la província i es va danyar la collita en peu de 3.000 milles quadrades addicionals. | » |

El cicló, les inundacions, les malalties de les plantes i el clima càlid i humit es van reforçar mútuament i es van combinar per tenir un impacte substancial en la collita d'arròs aman de 1942. El seu impacte també es va fer sentir en altres aspectes, com en alguns districtes el cicló. va ser responsable d'una major incidència de malària, amb efectes mortals.

### Octubre de 1942: previsions de collita poc fiables
Gairebé al mateix temps, les previsions oficials dels rendiments dels cultius van predir un dèficit important. Tanmateix, les estadístiques de cultius de l'època eren escasses i poc fiables. Els administradors i els estadístics sabien des de fa dècades que les estadístiques de producció agrícola de l'Índia eren completament inadequades i "no només suposicions, sinó sovint suposicions demostrablement absurdes". Hi havia poca o cap burocràcia interna per crear i mantenir aquests informes, i els agents de policia de baix rang o els funcionaris del poble encarregats de recopilar estadístiques locals sovint estaven mal subministrats amb mapes i altra informació necessària, poc educats i poc motivats per a que l'estadística fos precisa. El govern de Bengala no va actuar doncs en funció d'aquestes prediccions, dubtant de la seva exactitud i observant que les previsions havien pronosticat un dèficit diverses vegades en anys anteriors, mentre que no s'havien produït problemes significatius.

### Raids aeris a Calcuta
L'informe de la Comissió d'Investigació de la Fam de 1945 va assenyalar com a causal els primers atacs aeris japonesos a Calcuta el desembre de 1942. Els atacs, en gran part no contestats per les defenses aliades, van continuar durant tota la setmana, desencadenant un èxode de milers de persones de la ciutat. Mentre els evacuats viatjaven al camp, els comerciants de cereals van tancar les seves botigues. Per garantir que els treballadors de les indústries prioritàries de Calcuta fossin alimentats, les autoritats van confiscar les existències d'arròs als majoristes, trencant qualsevol confiança que els comerciants d'arròs tenien al govern. "A partir d'aquell moment", deia l'informe de 1945, "no es podia confiar en la maquinària comercial ordinària per alimentar Calcuta. La crisi [de seguretat alimentària] havia començat".

### 1942–1943: dèficit i transferència
S'ha debatut molt si la fam va ser el resultat de l'escassetat de les collites o la fallada de la distribució de la terra. Segons Amartya Sen: "L'oferta de... [arròs d'arròs] per a 1943 va ser només un 5% inferior a la mitjana dels cinc anys anteriors. De fet, va ser un 13% més alta que l'any 1941, i allà, per descomptat, no hi va haver fam el 1941." L'informe de la Comissió d'Investigació de la Fam va concloure que el dèficit global d'arròs a Bengala l'any 1943, tenint en compte una estimació de la quantitat de residus d'arròs de la collita anterior, era d'unes tres setmanes de subministrament. En qualsevol circumstància, es tractava d'un dèficit important que requeria una quantitat considerable d'alleujament alimentari, però no un dèficit prou gran com per crear morts generalitzades per inanició. Segons aquesta visió, la fam "no va ser una crisi de disponibilitat d'aliments, sinó de la distribució [desigual] dels aliments i dels ingressos". Hi ha hagut un debat molt considerable sobre la quantitat de transferència disponible per al seu ús a l'inici de la fam.
Diversos experts contemporanis citen proves d'un dèficit molt més gran. El membre de la comissió Wallace Aykroyd va argumentar el 1974 que hi havia hagut un dèficit del 25% en la collita de l'hivern de 1942, mentre que L.G. Pinnell , responsable davant el govern de Bengala des d'agost de 1942 fins a abril de 1943 per la gestió dels subministraments d'aliments, va estimar la pèrdua del cultiu en un 20%, amb la malaltia que representa més de la pèrdua que el cicló; altres fonts governamentals van admetre de manera privada que el dèficit era de 2 milions de tones. L'economista George Blyn argumenta que amb el cicló i les inundacions d'octubre i la pèrdua d'importacions de Birmània, la collita d'arròs de Bengala de 1942 s'havia reduït en un terç.

### 1942–1944: Denegació d'importacions
A partir de desembre de 1942, alts càrrecs governamentals i oficials militars (incloent John Herbert, el governador de Bengala; el virrei Linlithgow; Leo Amery, el secretari d'Estat per a l'Índia; el general Claude Auchinleck, comandant en cap de les forces britàniques a l'Índia, i l'almirall Louis Mountbatten, comandant suprem del sud-est asiàtic) van començar a sol·licitar importacions d'aliments per a l'Índia a través de canals governamentals i militars, però durant mesos aquestes peticions van ser rebutjades o reduïdes a una fracció de la quantitat original pel gabinet de guerra de Churchill. A la colònia tampoc se li va permetre gastar les seves pròpies reserves de lliures esterlines, ni tan sols utilitzar els seus propis vaixells, per importar aliments. Encara que el virrei Linlithgow va apel·lar per a importacions a partir de mitjans de desembre de 1942, ho va fer en el benentès que els militars tindrien preferència sobre els civilsEl secretari d'estat per a l'Índia, Leo Amery, va estar a un costat d'un cicle de sol·licituds d'ajuda alimentària i posteriors denegacions del gabinet de guerra britànic que va continuar fins al 1943 i el 1944. Amery no va esmentar l'empitjorament de les condicions. al camp, destacant que cal alimentar les indústries de Calcuta o els seus treballadors tornarien al camp. En lloc de satisfer aquesta sol·licitud, el Regne Unit va prometre una quantitat relativament petita de blat destinada específicament a l'Índia occidental (és a dir, no a Bengala) a canvi d'un augment de les exportacions d'arròs de Bengala a Ceilan.
El to de les advertències de Linlithgow a Amery es va fer cada cop més greu durant la primera meitat de 1943, igual que les peticions d'Amery al Gabinet de Guerra; el 4 d' agost de 1943, Amery va notar la propagació de la fam i va destacar específicament l'efecte sobre Calcuta i l'efecte potencial sobre la moral de les tropes europees. El gabinet va tornar a oferir només una quantitat relativament petita, referint-se explícitament a ella com a enviament de testimoni. L'explicació que s'oferia generalment per a les denegacions incloïa una navegació insuficient, particularment a la llum dels plans aliats per envair Normandia. El gabinet també va rebutjar ofertes d'enviaments d'aliments de diverses nacions diferents. Quan aquests enviaments van començar a augmentar modestament a finals de 1943, les instal·lacions de transport i emmagatzematge estaven amb poc personal i insuficients. Quan el vescomte Archibald Wavell va substituir Linlithgow com a virrei a la segona meitat de 1943, ell també va començar una sèrie de demandes exasperades al Gabinet de Guerra per a quantitats molt grans de gra. Les seves peticions van ser denegades de nou repetidament, el que va fer que denunciés la crisi actual com "un dels majors desastres que ha caigut sobre qualsevol poble sota el domini britànic, i [el] dany a la nostra reputació tant entre els indis com els estrangers a l'Índia és incalculable". Churchill va escriure a Franklin D. Roosevelt a finals d'abril de 1944 demanant ajuda als Estats Units per enviar blat des d'Austràlia, però Roosevelt va respondre disculpant-se l'1 de juny que "no podia per motius militars consentir el desviament d'enviaments".
El desacord dels experts sobre qüestions polítiques es pot trobar en diferents explicacions sobre la negativa del Gabinet de Guerra a destinar fons per importar gra. Lizzie Collingham sosté que les dislocacions globals massives dels subministraments causades per la Segona Guerra Mundial pràcticament garanteixen que la fam es produiria en algun lloc del món, però l'animositat de Churchill i potser el racisme cap als indis van decidir el lloc exacte on cauria la fam. De la mateixa manera, Madhusree Mukerjee fa una dura acusació: "Les assignacions d'enviament del Gabinet de Guerra fetes l'agost de 1943, poc després que Amery hagués demanat l'alleujament de la fam, mostren que farina de blat australiana viatja a Ceilan, Orient Mitjà i Àfrica del Sud, a tot arreu de l'Oceà Índic llevat a l'Índia. Aquestes assignacions mostren una voluntat de càstig." En canvi, Mark Tauger adopta una postura més solidària: "Només a l'Oceà Índic, des de gener de 1942 fins al maig de 1943, les potències de l'Eix van enfonsar 230 vaixells mercants britànics i aliats per un total de 873.000 tones, és a dir, un vaixell substancial tots els altres. La vacil·lació britànica a l'hora d'assignar l'enviament no només es referia a la possible desviació d'altres necessitats relacionades amb la guerra però també la perspectiva de perdre l'enviament per atacs sense [aportar ajuda a] l'Índia en absolut." Peter Bowbrick aprofundeix més en el retard del govern britànic en l'enviament d'aliments, afirmant que la sol·licitud de Linlithgow d'enviaments d'aliments el desembre de 1942 va ser poc entusiasta i que es va fer en el supòsit que Bengala ja tenia un excedent d'aliments però que s'estava acaparant, motiu pel qual va ser ignorada pel govern metropolità britànic. Altres retards després d'abril de 1943 van derivar de la negativa a desviar els vaixells dels preparatius per a l'Operació Overlord, el fracàs de la qual hauria estat desastrós per al món i l'èxit de la qual va ser com a resultat prioritzat per sobre de l'ajuda a l'Índia.

## Fam, malalties i el nombre de morts
Es calcula que entre 0,8 i 3,8 milions de bengalís van morir, d'una població de 60,3 milions. Segons l'historiador irlandès Cormac Ó Gráda "el consens acadèmic és d'uns 2,1 milions".

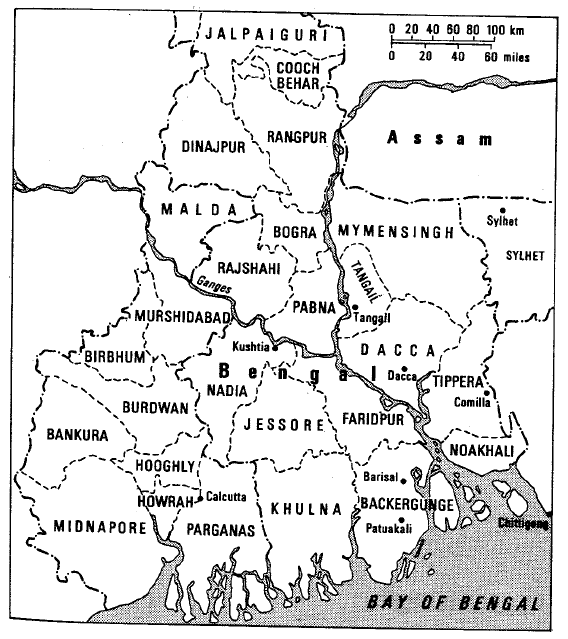
Mapa dels districtes de Bengala 1943

Les estadístiques de mortalitat contemporànies estaven fins a cert punt poc registrades, especialment per a les zones rurals, on la recollida i la notificació de dades era rudimentària fins i tot en temps normals. Així, molts dels que van morir o van emigrar no van ser denunciats. Les principals causes de mort també van canviar a mesura que la fam va avançar en dues onades.
Al principi, les condicions van derivar cap a la fam a diferents ritmes als diferents districtes de Bengala. El govern de l'Índia va datar l'inici de la crisi alimentària de Bengala a partir dels atacs aeris a Calcuta el desembre de 1942, culpant de l'acceleració de la fam a gran escala el maig de 1943 als efectes del descontrol dels preus. Tanmateix, en alguns districtes la crisi alimentària havia començat ja a mitjans de 1942. Els primers indicis estaven una mica enfosquits, ja que els pobres rurals van poder recórrer a diverses estratègies de supervivència durant uns quants mesos. Després de desembre de 1942, els informes de diversos comissaris i funcionaris de districte van començar a citar una inflació "sobtada i alarmant", gairebé duplicant el preu de l'arròs; això va ser seguit al gener per informes d'angoixa causada per greus problemes de subministrament d'aliments. El maig de 1943, sis districtes – Rangpur, Mymensingh, Bakarganj, Chittagong, Noakhali i Tipperah – van ser els primers a informar de morts per inanició. Chittagong i Noakhali, tots dos districtes de "negació de vaixells" a la zona del delta del Ganges (o delta de Sundarbans), van ser els més afectats. En aquesta primera onada –de maig a octubre de 1943– la fam va ser la principal causa d'excés de mortalitat (és a dir, les atribuïbles a la fam, per sobre de les taxes de mortalitat normals), omplint els hospitals d'urgències de Calcuta i explicant la majoria de morts en alguns districtes. Segons l'informe de la Comissió d'Investigació sobre la Fam, moltes víctimes als carrers i als hospitals estaven tan demacrades que s'assemblaven a "esquelets vius". Tot i que alguns districtes de Bengala es van veure relativament menys afectats durant la crisi, cap grup demogràfic o geogràfic va ser completament immune a l'augment de les taxes de mortalitat causades per malalties, però les morts per fam es van limitar als pobres rurals.
Les morts per inanició havien arribat al màxim al novembre de 1943. La malaltia va començar el seu fort gir ascendent cap a l'octubre de 1943 i va superar la fam com la causa més comuna de mort cap al desembre. Aleshores, la mortalitat relacionada amb les malalties va continuar passant factura fins a principis i mitjans de 1944. Entre les malalties, la malària va ser la principal causa de mort. Des del juliol de 1943 fins al juny de 1944, el nombre de morts mensuals per malària va ser de mitjana un 125% per sobre de les taxes dels cinc anys anteriors, arribant a un 203% per sobre de la mitjana el desembre de 1943. Es van trobar paràsits de la malària en gairebé el 52% de les mostres de sang examinades als hospitals de Calcuta durant el període màxim, novembre-desembre de 1944. Les estadístiques de morts per paludisme són gairebé segurs inexactes, ja que els símptomes sovint s'assemblen als d'altres febres mortals, però no hi ha dubte que va ser el principal responsable de les morts. Altres morts relacionades amb la fam van ser el resultat de la disenteria i la diarrea, normalment pel consum d'aliments de mala qualitat o el deteriorament del sistema digestiu causat per la desnutrició. El còlera és una malaltia transmesa per l'aigua associada a trastorns socials, sanejament deficient, aigua contaminada, condicions de vida amuntegades (com als camps de refugiats) i una població errant: problemes provocats després del cicló d'octubre i les inundacions i després de la crisi. L'epidèmia de verola va derivar en gran part del resultat de la manca de vacunacions i la incapacitat de posar en quarantena els pacients, causada per la pertorbació social general. Segons el demògraf social Arup Maharatna, les estadístiques de la verola i el còlera són probablement més fiables que les de la malària, ja que els seus símptomes són més fàcilment reconeixibles.
Les estadístiques de mortalitat presenten una imatge confusa de la distribució de les morts entre grups d'edat i gènere. Tot i que els nens molt petits i les persones grans solen ser més susceptibles als efectes de la fam i les malalties, en general a Bengala van ser els adults i els nens més grans els que van patir els augments proporcionals de mortalitat més elevats. Tanmateix, aquest panorama es va invertir en algunes zones urbanes, potser perquè les ciutats van atreure un gran nombre de migrants molt joves i molt grans. En general, els homes van patir taxes de mortalitat generalment més elevades que les dones, tot i que la taxa de mort infantil femenina era més alta que la dels homes, potser reflectint un biaix discriminatori. Una taxa de mortalitat relativament més baixa per a les dones en edat de tenir fills pot haver reflectit una reducció de la fertilitat, provocada per la desnutrició, que al seu torn va reduir les morts maternes.
Les diferències regionals en les taxes de mortalitat es van veure influenciades pels efectes de la migració, i dels desastres naturals. En general, l'excés de mortalitat era més alt a l'est (seguit per l'oest, el centre i el nord de Bengala en aquest ordre), tot i que el dèficit relatiu de la collita d'arròs va ser pitjor als districtes occidentals de Bengala. Els districtes orientals estaven relativament densament poblats, eren els més propers a la zona de guerra de Birmània, i normalment presentaven dèficits de cereals abans de la fam. Aquests districtes també estaven subjectes a la política de denegació de vaixells, i tenien una proporció relativament alta de producció de jute en lloc d'arròs. Els treballadors de l'est tenien més probabilitats de rebre sous monetaris que no pas en espècie amb una part de la collita, una pràctica habitual als districtes occidentals. Quan els preus van augmentar bruscament, els seus salaris no van seguir l'exemple; aquesta caiguda dels salaris reals els va deixar menys capaços de comprar aliments.
La taula següent, derivada d'Arup Maharatna (1992), mostra les tendències de l'excés de mortalitat durant el període 1943–44 en comparació amb els anys anteriors sense fam. La taxa de mortalitat és el nombre total de morts en un any (població a mig any) per totes les causes, per 1000. Totes les taxes de mortalitat són respecte a la població el 1941. Els percentatges per al període 1943–44 són d' excés de morts. (és a dir, els atribuïbles a la fam, per sobre de la incidència normal) en comparació amb les taxes de 1937 a 1941.

Taxes de mortalitat per causes específiques durant els períodes anteriors a la fam i la fam; importància relativa de diferents causes de mort durant la fam: Bengala 
| Causa de la mort   | Prefam 1937–41 | Prefam 1937–41 | 1943  | 1943   | 1944  | 1944   |
| ------------------ | -------------- | -------------- | ----- | ------ | ----- | ------ |
| Causa de la mort   | Taxa           | Taxa           | Taxa  | %      | Taxa  | %      |
| Còlera             | 0.73           | 0.73           | 3.60  | 23.88  | 0.82  | 0.99   |
| Verola             | 0.21           | 0.21           | 0.37  | 1.30   | 2.34  | 23.69  |
| Febre              | 6.14           | 6.14           | 7.56  | 11.83  | 6.22  | 0.91   |
| Malària            | 6.29           | 6.29           | 11.46 | 43.06  | 12.71 | 71.41  |
| Disenteria/diarrea | 0.88           | 0.88           | 1.58  | 5.83   | 1.08  | 2.27   |
| Totes les altres   | 5.21           | 5.21           | 7.2   | 14.11  | 5.57  | 0.74   |
| Totes les causes   | 19.46          | 19.46          | 31.77 | 100.00 | 28.75 | 100.00 |

En general, la taula mostra el domini de la malària com a causa de mort durant la fam, que va representar aproximadament el 43% de les morts en excés el 1943 i el 71% el 1944. El còlera va ser una de les principals fonts de morts per fam el 1943 (24%), però va baixar a un percentatge insignificant (1%) l'any següent. Les morts per verola eren gairebé una imatge mirall: representaven un petit percentatge de les morts en excés el 1943 (1%), però van augmentar el 1944 (24%). Finalment, el fort salt de la taxa de mortalitat per "Totes les altres" causes el 1943 es deu gairebé segurament a les morts per fam pura, que van ser insignificants el 1944.
Tot i que l'excés de mortalitat a causa de les morts per paludisme va assolir el màxim al desembre de 1943, les taxes es van mantenir elevades durant l'any següent. L'escàs subministrament de quinina (el medicament més comú contra la malària) es desviava amb molta freqüència al mercat negre. Els fàrmacs antipalúdics avançats com la mepacrina (Atabrine) es distribuïen gairebé únicament als militars i a les "classes prioritàries"; el DDT (llavors relativament nou i considerat "miraculoso") i el piretre només es van ruixar al voltant de les instal·lacions militars. Paris Green es va utilitzar com a insecticida en algunes altres zones. Aquesta distribució desigual de les mesures contra la malària pot explicar una menor incidència de morts per paludisme als nuclis de població, on la causa més gran de mort va ser "totes les altres" (probablement els migrants morint de fam).
Les morts per disenteria i diarrea van arribar al màxim el desembre de 1943, el mateix mes que per la malària. Les morts per còlera van assolir el màxim l'octubre de 1943, però van retrocedir dràsticament l'any següent, controlades per un programa de vacunació supervisat per treballadors mèdics militars. Una campanya similar de vacuna contra la verola va començar més tard i es va dur a terme amb menys eficàcia; les morts per verola van assolir el màxim a l'abril de 1944. La "inanició" generalment no figurava com a causa de mort en aquell moment; moltes morts per inanició poden haver estat enumerades a la categoria "tots els altres". Aquí les taxes de mortalitat, més que els percentatges, revelen el pic el 1943.
Les dues ones, la fam i la malaltia, també van interactuar i es van amplificar, augmentant l'excés de mortalitat. La fam i la desnutrició generalitzades van comprometre primer els sistemes immunitaris, i la reducció de la resistència a les malalties va provocar la mort per infeccions oportunistes. En segon lloc, la disrupció social i les pèssimes condicions causades per una ruptura en cascada dels sistemes socials van provocar migracions massives, amuntegament, sanejament deficient, mala qualitat de l'aigua i eliminació de residus, augment de la verina i morts no enterrats. Tots aquests factors estan estretament associats amb l'augment de la propagació de malalties infeccioses.

## Trastorn social

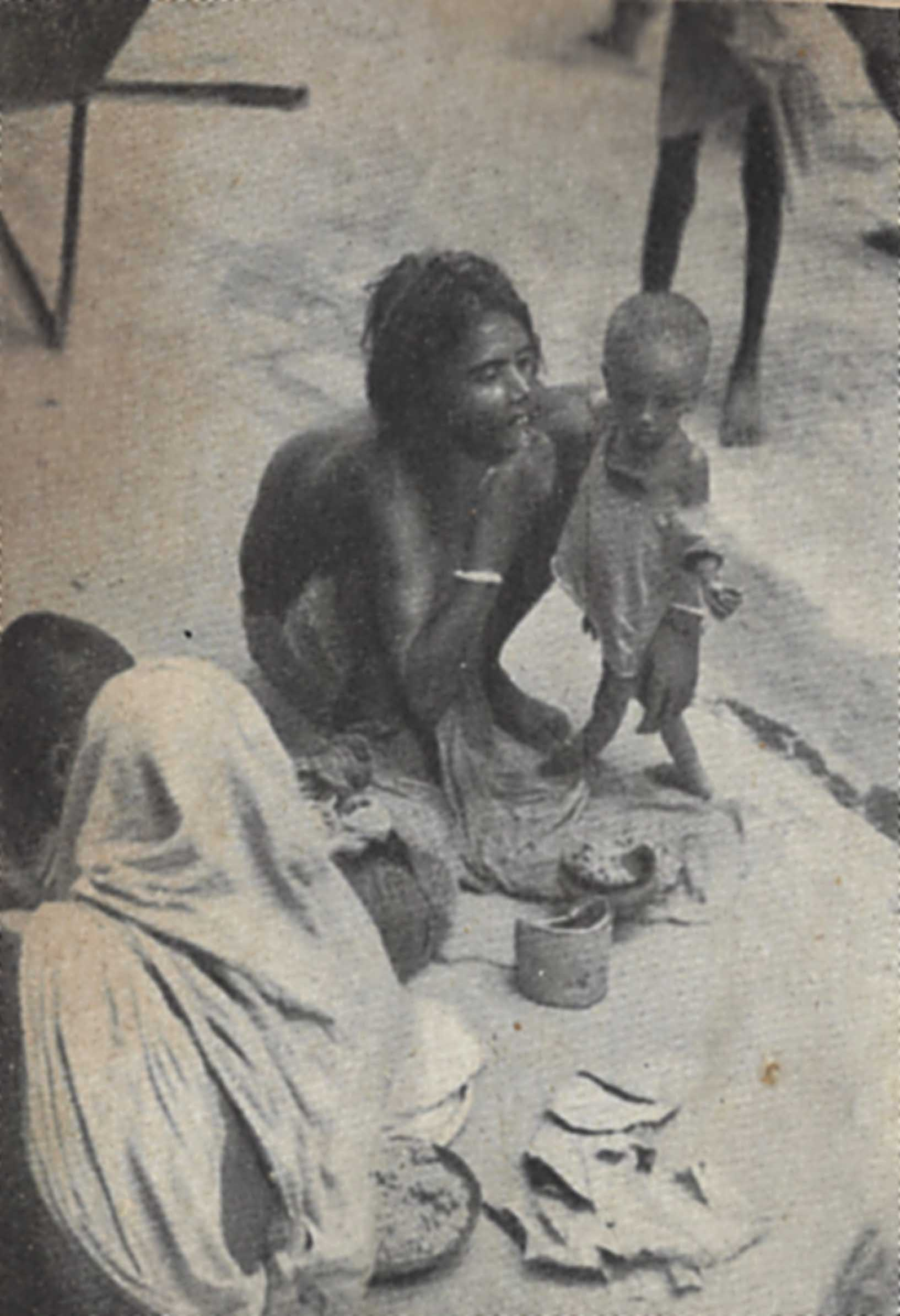
Una família a la vorera de Calcuta durant la fam de Bengala de 1943

Malgrat els disturbis civils organitzats i de vegades violents immediatament abans de la fam, no hi va haver disturbis organitzats quan la fam es va apoderar.No obstant això, la crisi va desbordar la prestació d'assistència sanitària i subministraments clau: els socors alimentaris i la rehabilitació mèdica es van subministrar massa tard, mentre que les instal·lacions mèdiques a tota la província eren del tot insuficients per a la tasca en qüestió. Un sistema de mecenatge rural de llarga data, en què els pagesos confiaven en grans terratinents per subministrar la subsistència en temps de crisi, es va esfondrar a mesura que els patrons esgotaven els seus propis recursos i abandonaven els pagesos.
Les famílies també es van desintegrar, amb casos d'abandonament, venda de nens, prostitució i explotació sexual. Les files de nens petits demanant s'estenia durant quilòmetres fora de les ciutats; a la nit, els nens se sentien "plorar amargament i tossir terriblement... sota la pluja monsònica... nus, sense llar, sense mare, sense pare i sense amics. La seva única possessió era una llauna buida". Un mestre d'escola a Mahisadal va presenciar "uns nens collint i menjant grans sense digerir de la secreció diarreica d'un captaire". L'autor Freda Bedi va escriure que "no era només el problema de l'arròs i la disponibilitat d'arròs. Era el problema de la societat en fragments".

### Desplaçament de població
La fam va caure més durament sobre els pobres rurals. A mesura que l'angoixa continuava, les famílies van adoptar mitjans cada cop més desesperats per sobreviure. Primer, van reduir la seva ingesta d'aliments i van començar a vendre joies, adorns i objectes de propietat personal més petits. A mesura que les despeses per menjar o enterraments es feien més urgents, els articles venuts es feien més grans i menys reemplaçables. Finalment, les famílies es van desintegrar; els homes van vendre les seves petites granges i van marxar de casa per buscar feina o per unir-se a l'exèrcit, i les dones i els nens es van convertir en migrants sense llar, sovint viatjant a Calcuta o una altra gran ciutat a la recerca d'una ajuda organitzada:
| « | Els marits van abandonar les dones i esposen els marits; els ancians dependents quedaven enrere als pobles; els nadons i els nens petits eren de vegades abandonats. Segons una enquesta realitzada a Calcuta durant la segona meitat de 1943, aproximadament la meitat de la població desvalguda que arribava a la ciutat s'havia produït una mica de ruptura de la família. | » |

A Calcuta, l'evidència de la fam era "... principalment en forma de masses de indigents rurals que caminaven a la ciutat i morien als carrers". Les estimacions del nombre de malalts que van acudir a Calcuta oscil·laven entre 100.000 i 150.000. Un cop van abandonar els seus pobles rurals a la recerca d'aliment, les seves perspectives de supervivència eren ombrívoles: "Molts van morir a la vora del camí; testimonieu els cranis i els ossos que s'hi van veure els mesos posteriors a la fam."

### Sanejament i morts no eliminades
La interrupció dels elements bàsics de la societat va comportar una ruptura catastròfica de les condicions sanitàries i les normes d'higiene. La gran migració va comportar l'abandonament de les instal·lacions i la venda dels estris necessaris per al rentat de la roba o la preparació dels aliments. Moltes persones bevien aigua de pluja contaminada dels carrers i espais oberts on altres havien orinat o defecat. Particularment en els primers mesos de la crisi, les condicions no van millorar per a aquells que rebien atenció mèdica:
| « | Les condicions en certs hospitals de fam en aquest moment... eren indescriptiblement dolentes... Els visitants estaven horroritzats per l'estat de les sales i pacients, la brutícia omnipresent i la manca d'atenció i tractament adequats... [Als hospitals de tot Bengala. , la] condició dels pacients sol ser espantosa, una gran proporció patia demaciació aguda, amb "diarrea de fam"... Les condicions sanitàries a gairebé totes les institucions interiors temporals eren molt dolentes per començar... | » |

L'estat desesperat de l'assistència sanitària no va millorar apreciablement fins que l'exèrcit, sota el comandament del vescomte Wavell, es va fer càrrec del subministrament de subministraments de socors l'octubre de 1943. En aquell moment els recursos mèdics estaven molt més disponibles.
L'eliminació dels cadàvers aviat es va convertir en un problema per al govern i el públic, ja que el nombre va desbordar les cases de cremació, els cementeris i els que recol·lectaven i eliminaven els morts. Els cadàvers estaven escampats per les voreres i carrers de Calcuta. En només dos dies d'agost de 1943, almenys 120 van ser retirats de la via pública. Al camp els cossos eren sovint abocats als rius i als subministraments d'aigua. Com va explicar un supervivent, "No els podíem enterrar ni res. Ningú tenia la força per fer ritus. La gent lligava una corda al coll i els arrossegava cap a una rasa." Els cadàvers també es deixaven podrir i podrir-se en espais oberts. Els cossos van ser recollits pels voltors i arrossegats pels xacals. De vegades això passava mentre la víctima encara vivia. Era habitual la visió de cadàvers al costat dels canals, arrasats per gossos i xacals; durant un viatge en vaixell de set milles a Midnapore el novembre de 1943, un periodista va comptar almenys cinc-cents conjunts d'esquelets d'aquest tipus. El setmanari Biplabi comentava el novembre de 1943 sobre els nivells de putrefacció, contaminació i infestació de plagues:
| « | Bengala és un gran camp d'incineració, un lloc de trobada de fantasmes i esperits malignes, una terra tan invadida per gossos, xacals i voltors que fa que un es pregunti si els bengalís són realment vius o s'han convertit en fantasmes d'alguna època llunyana. | » |

A l'estiu de 1943, molts districtes de Bengala, especialment al camp, havien pres l'aspecte d'"una gran osteria ".

### Fam de tela

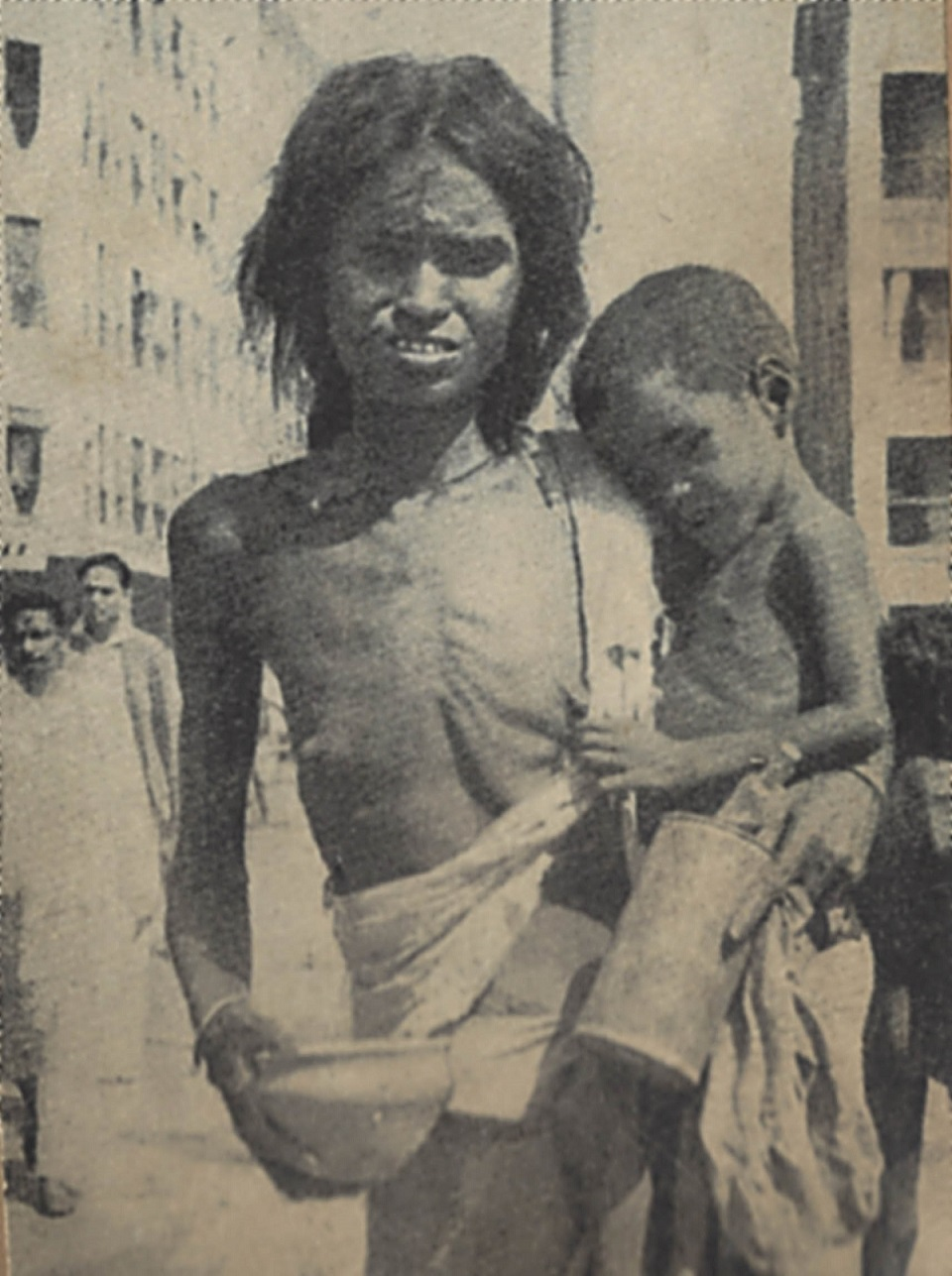
Mare amb fill en un carrer de Calcuta. Fam de Bengala 1943

Com a conseqüència més de la crisi, una "fam dels tela" va deixar els més pobres de Bengala vestits de parracs o nus durant l'hivern. L'exèrcit britànic va consumir gairebé tots els tèxtils produïts a l'Índia comprant botes, paracaigudes, uniformes, mantes i altres béns fets a l'Índia a preus molt reduïts. L'Índia va produir 600.000 milles de teixit de cotó durant la guerra, a partir dels quals va fer dos milions de paracaigudes i 415 milions de peces de roba militar. Va exportar 177 milions de iardes de cotó el 1938–1939 i 819 milions el 1942–1943. La producció del país de seda, llana i cuir també va ser utilitzada pels militars.
La petita proporció de material sobrant va ser comprada pels especuladors per a la venda a civils, subjecta a una inflació igualment elevada; el maig de 1943 els preus eren un 425% més alts que l'agost de 1939. Amb l'oferta de roba desbordada pels compromisos amb Gran Bretanya i els nivells de preus afectats per l'esperit, els que no formaven part de les " classes prioritàries " es van enfrontar a una escassetat cada vegada més greu. Swami Sambudhanand, president de la Missió Ramakrishna a Bombai , va declarar el juliol de 1943:
| « | S'han informat de robatoris als cementiris per a la roba, despullament d'homes i dones en llocs fora del camí per a la roba... i s'han informat de petits disturbis aquí i allà. També han arribat notícies perdudes que les dones s'han suïcidat per manca de roba... Milers d'homes i dones... no poden sortir a assistir a la seva feina habitual a l'exterior per falta d'un tros de drap per embolicar-se el llom. | » |

Moltes dones "van passar a quedar-se dins d'una habitació tot el dia, emergint només quan els tocava el torn de portar l'únic fragment de roba que compartia amb les altres dones de la família".

### Explotació de dones i nens
Un dels efectes clàssics de la fam és que intensifica l'explotació de les dones; la venda de dones i nenes, per exemple, tendeix a augmentar. L'explotació sexual de dones pobres, rurals, de castes inferiors i tribals per part dels jotedars havia estat difícil d'escapar fins i tot abans de la crisi. Arran del cicló i posterior fam, moltes dones van perdre o van vendre totes les seves possessions, i van perdre un tutor masculí a causa de l'abandonament o la mort. Els que emigraven a Calcuta sovint només tenien la mendicitat o la prostitució disponibles com a estratègies de supervivència; sovint els àpats habituals eren l'únic pagament. Tarakchandra Das suggereix que una gran proporció de les noies de 15 anys o menys que van emigrar a Calcuta durant la fam van desaparèixer als prostíbuls; a finals de 1943, es van informar de vaixells plens de noies a la venda als ports de Bengala Oriental. Les noies també eren prostituïdes a soldats, i els nois feien de proxenetes. Les famílies enviaven les seves noies joves a terratinents rics durant la nit a canvi de molt petites quantitats de diners o arròs, o les venien directament a la prostitució; de vegades les noies eren atretes amb llaminadures i segrestades pels proxenetes. Molt sovint, aquestes noies vivien amb una por constant de lesions o la mort, però els prostíbuls eren el seu únic mitjà de supervivència o no podien escapar. Les dones que havien estat explotades sexualment no podien esperar posteriorment cap acceptació social o un retorn a la seva llar o família. Bina Agarwal escriu que aquestes dones es van convertir en marginades permanents en una societat que valora molt la castedat femenina, rebutjada tant per la seva família de naixement com per la família del marit.
Un nombre desconegut de nens, unes desenes de milers, van quedar orfes. Molts d'altres van ser abandonats, de vegades al costat de la carretera o als orfenats, o venuts per fins a dos maunds (un maund era aproximadament igual a 37 quilograms (82 lliures)) , o tan poc com un vident (1 quilogram (2,2 lliures)) d'arròs sense pelar, o per petites quantitats d'efectiu. De vegades se'ls compraven com a criats de la llar, on "creixien tan poc millor que els esclaus domèstics". També van ser comprats per depredadors sexuals. En conjunt, segons Greenough, la victimització i l'explotació d'aquestes dones i nens va suposar un immens cost social de la fam.

## Esforços de socors

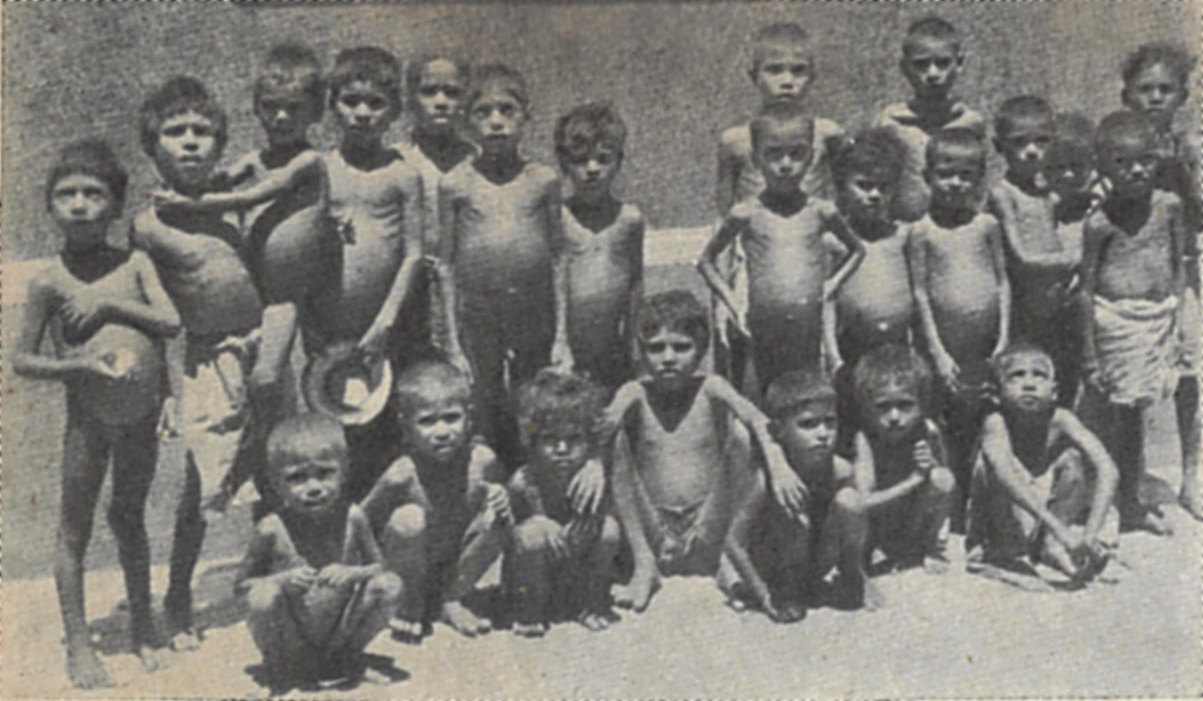
Orfes que van sobreviure a la fam

A part de la prestació relativament ràpida però inadequada d'ajuda humanitària per a les zones afectades pels ciclons al voltant de Midnapore a partir de l'octubre de 1942, la resposta tant del govern provincial de Bengala com del govern de l'Índia va ser lenta. Una quantitat d'ajuda "no trivial" però "lamentablement inadequada" va començar a distribuir-se d'organitzacions benèfiques privades als primers mesos de 1943 i va augmentar amb el pas del temps, principalment a Calcuta però en una mesura limitada al camp. A l'abril, més ajuda governamental va començar a fluir cap a les zones perifèriques, però aquests esforços van ser restringits en l'abast i en gran part mal dirigits, amb la major part dels subministraments en efectiu i cereals que fluïen als terratinents relativament rics i la classe mitjana urbana (i típicament hindú) bhadraloks. Aquest període inicial de socors incloïa tres formes d'ajuda: : préstecs agrícoles (efectiu per a la compra de llavors d'arròs, llaurar bestiar i despeses de manteniment), gra donat com a ajuda gratuïta i "treballs de prova" que oferia menjar i potser una petita quantitat de diners a canvi d'un treball extenuant. L'aspecte de "prova" va sorgir perquè es va suposar que si un nombre relativament gran de persones acceptaven l'oferta, això indicava que les condicions de fam eren prevalents. Els préstecs agrícoles no oferien cap assistència al gran nombre de pobres rurals que tenien poca o cap terra. El relleu de gra es va dividir entre botigues de cereals barats i el mercat obert, amb molt més anant als mercats. El subministrament de gra als mercats tenia la intenció de baixar els preus dels cereals, però a la pràctica donava poca ajuda als pobres rurals, en canvi els posava en competència de compra directa amb els bengalís més rics a preus molt inflats. Així, des de l'inici de la crisi fins al voltant de l'agost de 1943, la caritat privada va ser la principal forma de socors disponible per als més pobres.
Segons Paul Greenough, el govern provincial de Bengala va endarrerir els seus esforços de socors principalment perquè no tenien ni idea de com fer front a un mercat provincial d'arròs paralitzat per la interacció de xocs provocats per l'home, a diferència del cas molt més familiar de escassetat localitzada a causa d'un desastre natural. A més, la classe mitjana urbana era la seva principal preocupació, no els pobres rurals. També esperaven que el govern de l'Índia rescatés Bengala portant menjar de fora de la província (s'havien promès 350.000 tones però no van ser lliurades). I, finalment, feia temps que havien estat al costat d'una campanya de propaganda pública que declarava "suficiència" en el subministrament d'arròs de Bengala, i tenien por que parlar d'escassetat en lloc de suficiència conduís a un augment de l'acumulació i l'especulació.
També hi havia una corrupció i un nepotisme rampants en el repartiment de l'ajuda governamental; sovint fins a la meitat de la mercaderia va desaparèixer al mercat negre o a mans d'amics o familiars. Malgrat un Codi de fam establert des de fa temps i detallat que hauria provocat un augment considerable de l'ajuda, i una declaració distribuïda en privat pel govern el juny de 1943 que podria haver de declarar formalment un estat de fam, aquesta declaració. mai va passar.
Com que els esforços de socors del govern van ser inicialment limitats en el millor dels casos, un gran i divers nombre de grups privats i treballadors voluntaris van intentar cobrir les necessitats alarmants causades per la privació. Comunistes, socialistes, comerciants rics, grups de dones, ciutadans privats de la llunyana Karachi i expatriats indis de tan lluny com l'Àfrica oriental van ajudar en els esforços de socors o van enviar donacions de diners, menjar i roba. Grups polítics marcadament diversos, inclosos els aliats favorables a la guerra del Raj i els nacionalistes contraris a la guerra, cada un va establir fons de socors o grups d'ajuda per separat. Tot i que els esforços d'aquests diversos grups de vegades es van veure afectats pel comunalisme hindú i musulmà, amb amargues acusacions i contra-acusacions de tracte injust i favoritisme, col·lectivament van proporcionar una ajuda substancial.
El gra va començar a fluir als compradors a Calcuta després que les barreres comercials interprovincials fossin abolides el maig de 1943, però el 17 de juliol una riuada del riu Damodar a Midnapore va trencar les principals línies ferroviàries, dificultant greument la importació per ferrocarril. A mesura que la profunditat i l'abast de la fam esdevenien inconfusibles, el Govern Provincial va començar a instal·lar cuines de farina l'agost de 1943; la pataca, que sovint proporcionava amb prou feines una ingesta calòrica de nivell de supervivència, de vegades no era apta per al consum: es deteriorava o contaminava amb brutícia i farcit. Sovint se substituïa l'arròs per grans desconeguts i indigeribles, causant malestar intestinal que sovint provocava la mort entre els més febles. No obstant això, els aliments distribuïts des de les cuines governamentals es van convertir immediatament en la principal font d'ajuda per als pobres rurals.
Els trens van ser reparats a l'agost i la pressió del govern de l'Índia va portar subministraments substancials a Calcuta durant el setembre, l'últim mes de Linlithgow com a virrei. No obstant això, va sorgir un segon problema: el Departament de Subministraments Civils de Bengala estava insuficient i equipat per distribuir els subministraments, i el coll d'ampolla del transport resultant va deixar munts molt grans de gra acumulant-se a l'aire lliure en diversos llocs, inclòs el Jardí Botànic de Calcuta. El mariscal de camp Archibald Wavell va substituir Linlithgow aquell octubre, en dues setmanes havia demanat suport militar per al transport i distribució de subministraments crucials. Aquesta assistència es va lliurar ràpidament, incloent "una divisió completa de... 15.000 soldats [britànics]... camions militars i la Royal Air Force" i la distribució fins i tot a les zones rurals més llunyanes va començar a gran escala. En particular, el gra es va importar del Panjab i els recursos mèdics es van disposar molt més. Els soldats de base, que de vegades havien alimentat els indigents amb les seves racions (desafiant les ordres de no fer-ho), eren estimats pels bengalís per l'eficiència del seu treball en la distribució de socors. Aquell desembre, es va collir la "collita d'arròs més gran mai vista" a Bengala. Segons Greenough, grans quantitats de terra utilitzades anteriorment per a altres cultius s'havien canviat a la producció d'arròs. El preu de l'arròs va començar a baixar. Els supervivents de la fam i les epidèmies van recollir ells mateixos la collita, encara que en alguns pobles no hi havia supervivents capaços de fer la feina. Wavell va continuar fent altres passos polítics clau, inclosa la promesa que l'ajuda d'altres províncies continuaria alimentant el camp de Bengala, l'establiment d'un esquema de racions mínimes, i (després d'un esforç considerable) prevaldre a Gran Bretanya per augmentar les importacions internacionals. Ha estat àmpliament elogiat per la seva resposta decisiva i eficaç a la crisi. Tots els treballs oficials de socors alimentaris van acabar el desembre de 1943 i gener de 1944.

## Efectes econòmics i polítics
Les conseqüències de la fam van accelerar molt els processos socioeconòmics preexistents que van conduir a la pobresa i la desigualtat d'ingressos, van alterar greument elements importants de l'economia i el teixit social de Bengala, i van arruïnar milions de famílies. La crisi va desbordar i empobrir grans segments de l'economia. Una font clau d'empobriment va ser l'estratègia d'afrontament generalitzada de vendre actius, inclosa la terra. Només l'any 1943 en un poble de Bengala oriental, per exemple, 54 d'un total de 168 famílies van vendre la totalitat o part de les seves propietats; entre aquests, 39 (o gairebé 3 de cada 4) ho van fer com a estratègia d'afrontament com a reacció a la manca d'aliments. A mesura que la fam avançava a tot Bengala, prop d'1,6 milions de famílies, aproximadament una quarta part de tots els propietaris de terres, van vendre o hipotecar els seus arrossars en la seva totalitat o en part. Alguns ho van fer per beneficiar-se de l'augment dels preus, però molts altres intentaven salvar-se de l'angoixa provocada per la crisi. Un total de 260.000 famílies van vendre totes les seves propietats de manera directa, passant de la condició de terratinents a la d'obrer. La taula següent il·lustra que les transferències de terres van augmentar significativament en cadascun dels quatre anys successius. En comparació amb el període base de 1940–41, l'augment de 1941–42 va ser del 504%, 1942–43 va ser del 665%, 1943–44 va ser del 1.057% i l'augment de 1944–45 en comparació amb 1940–41 va ser del 872%:
| 1940–41 | 1941–42 | 1942–43 | 1943–44   | 1944–45   |
| ------- | ------- | ------- | --------- | --------- |
| 141,000 | 711,000 | 938,000 | 1,491,000 | 1,230,000 |

Aquesta caiguda en grups de renda més baixa es va produir en diverses ocupacions. En xifres absolutes, els més afectats per l'empobriment posterior a la fam van ser les dones i els treballadors agrícoles sense terra. En termes relatius, els que més van patir els que es dedicaven al comerç rural, la pesca i el transport (barquers i carros de bous). En nombres absoluts, els treballadors agrícoles s'enfrontaven a les taxes més altes de misèria i mortalitat.
Les "respostes de pànic" de l'estat colonial quan controlava la distribució de subministraments mèdics i d'aliments arran de la caiguda de Birmània van tenir profundes conseqüències polítiques. "Aviat va ser obvi per als buròcrates de Nova Delhi i les províncies, així com per al GHQ (Índia)", va escriure Sanjoy Bhattacharya, "que la interrupció causada per aquestes polítiques a curt termini, i el capital polític que s'havia fet de les seves efectes: necessàriament portaria a una situació en què les grans concessions constitucionals, que condueixin a la dissolució del Raj, serien inevitables." De la mateixa manera, l'oposició a tot el país a la política de negació de vaixells, tal com es caracteritzen pels editorials vehements de Mahatma Gandhi, va ajudar a enfortir el moviment independentista indi. La negació dels vaixells va alarmar el públic; la disputa resultant va ser un punt que va ajudar a donar forma al moviment "Quit India" de 1942 i endurir la resposta del gabinet de guerra. El Gabinet de Guerra de Churchill va considerar una resolució del Congrés Nacional Indi (INC) que denunciava amb contundència la destrucció de vaixells i la confiscació d'habitatges i va ser fonamental per a la detenció posterior del màxim lideratge de l'INC. El pensament públic a l'Índia, modelat per impulsos com la cobertura mediàtica i els esforços benèfics, va convergir en un conjunt de conclusions estretament relacionades: la fam havia estat una injustícia nacional, prevenir qualsevol recurrència era un imperatiu nacional i la tragèdia humana deixada a l'Índia. la seva estela va ser com va dir Jawaharlal Nehru"... el judici final sobre el domini britànic a l'Índia". Segons l'historiador Benjamin R. Siegel:
| « | ...a nivell nacional, la fam havia transformat el panorama polític de l'Índia, subratllant la necessitat d'autogovern als ciutadans indis lluny del seu epicentre. Les fotografies i el periodisme i els vincles afectius de la caritat van lligar els indis indissolublement a Bengala i van fer seu el seu patiment; una [fam] provincial es va convertir, en plena guerra, en un cas nacional contra el domini imperial. | » |

## Cobertura mediàtica i altres representacions
Els dos principals diaris en llengua anglesa de Calcuta eren The Statesman (aleshores de propietat britànica) i Amrita Bazar Patrika (editat pel defensor de la independència Tushar Kanti Ghosh). En els primers mesos de la fam, el govern va fer pressió sobre els diaris per " calmar els temors públics sobre el subministrament d'aliments" i seguir la postura oficial que no hi havia escassetat d'arròs. Aquest esforç va tenir cert èxit; The Statesman va publicar editorials que afirmaven que la fam es devia únicament a l'especulació i l'acaparament, mentre que "recriminava als comerciants i productors locals i elogiava els esforços ministerials". Les notícies de la fam també estaven subjectes a una estricta censura en temps de guerra - fins i tot es va prohibir l'ús de la paraula "fam"  - va portar The Statesman més tard a remarcar que el govern del Regne Unit "pràcticament sembla haver-se abstingut" del coneixement públic britànic que hi havia fam a Bengala".
No obstant això, a partir de mitjans de juliol de 1943 i més a l'agost, aquests dos diaris van començar a publicar relats detallats i cada cop més crítics sobre la profunditat i l'abast de la fam, el seu impacte en la societat i la naturalesa de les respostes polítiques britàniques, indus i musulmanes. Un punt d'inflexió en la cobertura de les notícies va arribar el 22 d'agost de 1943, quan l'editor de The Statesman, Ian Stephens, va sol·licitar i va publicar una sèrie de fotos gràfiques de les víctimes. Aquests van ocupar els titulars arreu del món i van marcar l'inici de la consciència nacional i internacional de la fam. L'endemà al matí, "a Delhi es venien còpies de segona mà del diari a diverses vegades el preu del quiosc," i aviat "a Washington el Departament d'Estat les va fer circular entre els responsables polítics". A Gran Bretanya, The Guardian va qualificar la situació d'"horrible més enllà de tota descripció". Les imatges van tenir un efecte profund i van marcar "per a molts, l'inici del final del domini colonial". La decisió de Stephens de publicar-los i adoptar una posició editorial desafiant va guanyar elogis de molts (inclosa la Famine Inquiry Commission), i s'ha descrit com "un acte singular de valentia periodística sense el qual haurien moltes més vides segurament s'haurien perdut". La publicació de les imatges, juntament amb els editorials de Stephens, no només va ajudar a posar fi a la fam impulsant el govern britànic a oferir un socors adequat a les víctimes, sinó que també va inspirar l'influent argument d'Amartya Sen que el la presència d'una premsa lliure evita fams als països democràtics. Les fotografies també van estimular Amrita Bazar Patrika i l'òrgan del Partit Comunista Indi, el People's War, a publicar imatges similars; aquest últim faria famós el fotògraf Sunil Janah. Les dones periodistes que van cobrir la fam van incloure Freda Bedi que informava per a The Tribune de Lahore ,  i Vasudha Chakravarti i Kalyani Bhattacharjee, que van escriure des d'una perspectiva nacionalista.
La fam ha estat retratada en novel·les, pel·lícules i art. La novel·la Ashani Sanket de Bibhutibhushan Bandyopadhyay és un relat fictici d'un jove metge i la seva dona a la zona rural de Bengala durant la fam. Va ser adaptada a una pel·lícula homònima (Distant Thunder) pel director Satyajit Ray l'any 1973. La pel·lícula figura a la Guia de les 1.000 millors pel·lícules mai fetes de The New York Times. També és coneguda la novel·la Tantes fams! (1947) de Bhabani Bhattacharya i la pel·lícula de 1980 Akaler Shandhaney de Mrinal Sen. La col·lecció d'històries d'Ella Sen basades en la realitat,  Darkening Days: Being a Narrative of Famine-Stricken Bengal explica esdeveniments horribles des del punt de vista d'una dona.
Un quadern de dibuixos contemporani d'escenes icòniques de víctimes de fam, Hungry Bengal: a tour through Midnapur District in November, 1943 de Chittaprosad,  va ser immediatament prohibit pels britànics i 5.000 còpies van ser confiscades i destruïdes. Una còpia va ser amagada per la família de Chittaprosad i ara està en poder de la Galeria d'Art de Delhi. Un altre artista famós pels seus esbossos de la fam va ser Zainul Abedin.

## Historiografia
La polèmica sobre les causes de la fam ha continuat durant les dècades posteriors. L'intent de determinar la culpabilitat, la investigació i l'anàlisi han cobert qüestions complexes com ara l'impacte de les forces naturals, els fracassos del mercat, les polítiques fallides o fins i tot la malversació de les institucions governamentals, i l'esperit bèl·lic o altres actes sense escrúpols per part de les empreses privades. La qüestionable precisió de bona part de les dades estadístiques i anecdòtiques contemporànies disponibles és un factor que complica, així com el fet que les anàlisis i les seves conclusions siguin polítiques i polititzades.
El grau de dèficit de les collites a finals de 1942 i el seu impacte el 1943 ha dominat la historiografia de la fam. El tema reflecteix un debat més ampli entre dues perspectives: una posa l'accent en la importància de la disminució de la disponibilitat d'aliments (FAD) com a causa de la fam, i una altra se centra en el fracàs dels drets d'intercanvi (FEE). L'explicació del FAD atribueix la fam a les fallades de les collites provocades principalment per crisis com la sequera, les inundacions o la devastació provocada per l'home per la guerra. El compte de la FEE concorda que aquests factors externs són importants en alguns casos, però sosté que la fam és principalment la interacció entre la "vulnerabilitat estructural" preexistent (com la pobresa) i un esdeveniment de xoc (com la guerra o la interferència política mercats) que pertorba el mercat econòmic dels aliments. Quan aquests interactuen, alguns grups de la societat poden arribar a ser incapaços de comprar o adquirir aliments encara que hi hagi suficients subministraments.
Tant la perspectiva del FAD com la de la FEE estarien d'acord que Bengala va experimentar almenys una certa escassetat de gra el 1943 a causa de la pèrdua d'importacions de Birmània, els danys del cicló i la infestació de taques marrons. No obstant això, les anàlisis de la FEE no consideren l'escassetat el factor principal, mentre que els estudiosos orientats a FAD com Peter Bowbrick sostenen que una caiguda brusca del subministrament d'aliments va ser el factor determinant fonamental. S.Y. Padmanabhan i més tard Mark Tauger, en particular, argumenten que l'impacte de la malaltia de les taques marrons va ser molt subestimat, tant durant la fam com en anàlisis posteriors. Els signes d'infestació dels cultius pel fong són subtils; donades les condicions socials i administratives de l'època, molt probablement els funcionaris locals les haurien passat per alt.
El consens acadèmic generalment segueix el relat de la FEE, formulada per l'economista guanyador del Premi Nobel Amartya Sen, i en descriure la fam de Bengala de 1943 com una "fam de drets". Sen va assenyalar que Bengala hauria d'haver tingut prou recursos per alimentar la seva població, però es van produir morts massives a causa d'una combinació d'inflació en temps de guerra, compres especulatives i acumulació de pànic. Aquests factors junts van fer que els preus dels aliments quedessin fora de l'abast dels bengalís pobres. Això al seu torn va provocar un descens fatal dels salaris reals dels treballadors agrícoles sense terra, transformant el que hauria d'haver estat una escassetat local en una gran fam.
Les anàlisis més recents sovint subratllen factors polítics. Les discussions sobre el paper del govern es van dividir en dos grans camps: els que suggereixen que el govern va provocar o no va poder respondre la crisi sense voler-ho, i els que afirmen que el govern va causar o ignorar voluntàriament la situació dels indis morts de fam. Els primers veuen el problema com una sèrie de fracassos de polítiques evitables en temps de guerra i "respostes de pànic" d'un govern que era inepte, aclaparat i en desordre; aquest últim és producte de les prioritats de la guerra de l'"elit colonial dominant", que va deixar sense proveir els pobres de Bengala, per consideracions militars.

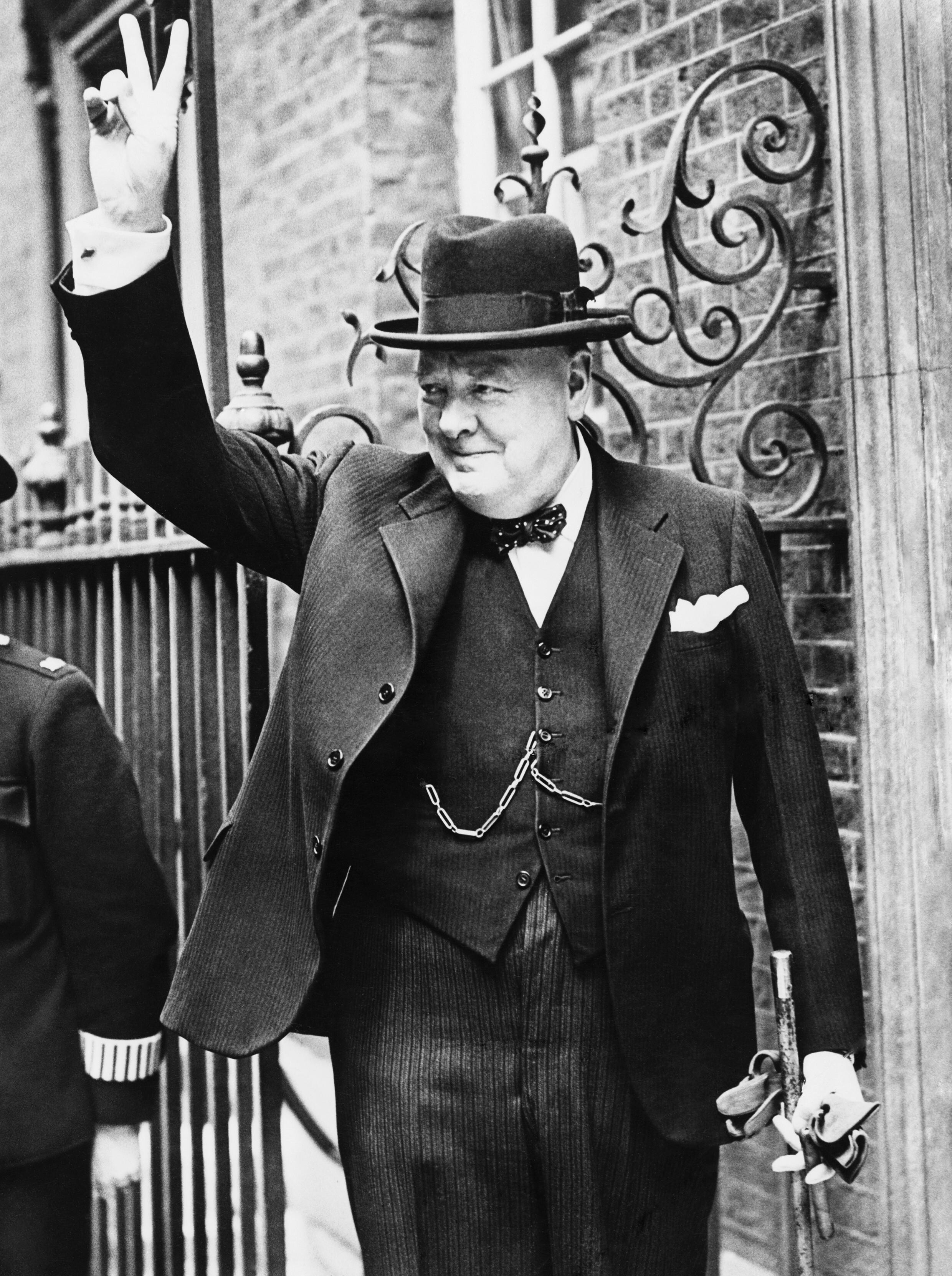
El primer ministre britànic Winston Churchill el 1943

Sen reconeix que el desgovern britànic va tenir un paper important en la crisi, però creu que el principal problema va ser un malentès de la causa de la fam. Segons Sen, els britànics s'havien centrat massa en mesurar l'escassetat d'aliments que en realitat no existien, en lloc d'abordar el problema real: que la severa inflació havia fet que els aliments no fossin assequibles per a moltes persones. Aquesta inflació va crear importants desequilibris en la capacitat de les persones per obtenir aliments, que va ser el veritable motor de la fam. En fort contrast, tot i que Cormac Ó Gráda assenyala que la visió dels drets d'intercanvi d'aquesta fam és generalment acceptada, dóna més pes a la importància d'un dèficit de collita que Sen, i va rebutjar en gran manera l'èmfasi de Sen sobre l'acumulació i l'especulació. No s'atura aquí sinó que subratlla la "manca de voluntat política" i la pressió de les prioritats en temps de guerra que van impulsar el govern britànic i el govern provincial de Bengala a prendre decisions fatídiques: les "polítiques de negació", l'ús de la navegació pesada. per als subministraments de guerra més que per als aliments, la negativa a declarar oficialment l'estat de fam i la balcanització dels mercats de cereals mitjançant barreres comercials interprovincials. Segons aquest punt de vista, aquestes polítiques estaven dissenyades per servir els objectius militars britànics a costa dels interessos indis, reflectint la voluntat del Gabinet de Guerra de "abastir les necessitats de l'Exèrcit i deixar que el poble indi mori de fam si fos necessari". Lluny de ser accidentals, aquestes dislocacions van ser reconegudes per endavant com a fatals per a grups indis identificables les activitats econòmiques dels quals no van avançar directament, activament o adequadament els objectius militars britànics. Les polítiques poden haver assolit els objectius previstos en temps de guerra, però només a costa de dislocacions a gran escala en l'economia domèstica. El govern britànic, sosté aquest argument, té per tant la responsabilitat moral de les morts rurals. La discussió d'Auriol Law-Smith sobre les causes que contribueixen a la fam també culpa al govern britànic de l'Índia, destacant principalment la manca de voluntat política del virrei Linlithgow per "infringir l'autonomia provincial" fent servir la seva autoritat per eliminar les barreres interprovincials, que hauria assegurava la lliure circulació del gra que salvava vides.Segons una investigació del 2018 de l'economista indi Utsa Patnaik, les polítiques de "inflació de beneficis" havien fet que els preus dels aliments s'hagin disparat per sis vegades mentre que els salaris s'havien estancat, provocant la fam generalitzada i la mort de tres milions de persones. Patnaik argumenta que aquesta manipulació econòmica havia "empenyat els aliments fora de l'abast dels pobres" deliberadament i formava part d'una explotació colonial sistemàtica, que prioritzava els interessos britànics per sobre del benestar de les poblacions colonitzades.
Un argument relacionat, present des dels dies de la fam però expressat llargament pel periodista Madhusree Mukerjee, acusa figures clau del govern britànic (en particular el primer ministre Winston Churchill) d'autèntica antipatia cap als indis i la independència índia, un antipatia sorgida principalment d'un desig de protegir el poder imperialista, però derivada d' actituds racistes cap als indis. Això de vegades s'atribueix a la ira britànica pel sentiment nacionalista bengalí generalitzat i la percebuda traïció del violent aixecament de Quit India. Altres han criticat aquesta visió amb Tirthankar Roy referint-se-hi com a "ingenu". En canvi, Roy atribueix la resposta retardada a la rivalitat i la desinformació difosa sobre la fam dins del govern local, en particular pel ministre de Subministraments Civils Huseyn Shaheed Suhrawardy, que va sostenir que no hi havia escassetat d'aliments durant tota la fam, tot i que va assenyalar que hi havia poques proves de les opinions de Churchill que influeixen en la política del gabinet de guerra.
Per la seva banda, l'informe de la Comissió de Fam (els seus membres nomenats l'any 1944 pel govern britànic de l'Índia i presidits per Sir John Woodhead, antic funcionari del servei civil indi a Bengala), va absoldre el govern britànic de tota culpa major. Va reconèixer alguns fracassos en els seus controls de preus i esforços de transport  i va posar una responsabilitat addicional als peus d'un destí inevitable, però va reservar la seva expressió més àmplia i contundent per als polítics locals (en gran part musulmans)  Govern provincial de Bengala:  Com deia, "després de considerar totes les circumstàncies, no podem evitar la conclusió que estava en poder del govern de Bengala, per atrevit, decidit i ben- va concebre mesures en el moment oportú per haver evitat en bona part la tragèdia de la fam tal com es va produir". Per exemple, la posició de la Comissió d'Investigació de Fam pel que fa als càrrecs que prioritzaven la distribució van agreujar la fam és que la manca de control del Govern de Bengala sobre els subministraments era el tema més greu. Algunes fonts al·leguen que la Comissió de Fam es va negar deliberadament a culpar el Regne Unit o fins i tot va ser dissenyada per fer-ho; tanmateix, Bowbrick defensa l'exactitud global de l'informe, afirmant que s'ha dut a terme sense cap concepte preconcebut i descrivint-lo dues vegades com a excel·lent. Mentrestant, afavoreix repetidament i amb força força les seves anàlisis per sobre de les de Sen. Les acusacions britàniques que els funcionaris indis eren responsables van començar ja l'any 1943, com un editorial a The Statesman el 5 d'octubre va assenyalar amb desaprovació.
Paul Greenough es diferencia una mica d'altres analistes en emfatitzar un patró de victimització. En el seu relat, Bengala era en la base susceptible a la fam a causa de les pressions de la població i les ineficiències del mercat, i aquestes es van veure agreujades per una combinació nefasta de guerra, conflictes polítics i causes naturals. Per sobre de tot, cal culpar directament una sèrie d'intervencions governamentals que van pertorbar el mercat majorista de l'arròs. Un cop va començar la crisi, les taxes de morbiditat van ser impulsades per una sèrie de decisions culturals, ja que els dependents van ser abandonats pels seus proveïdors a tots els nivells de la societat: els homes caps de llar de camperols van abandonar els membres més febles de la família; els terratinents van abandonar les diverses formes de mecenatge que segons Greenough s'havien mantingut tradicionalment, i el govern va abandonar els pobres rurals. Aquests grups abandonats havien estat seleccionats socialment i políticament per morir.
Una darrera línia de culpa sosté que els grans industrials van causar o almenys van agreujar significativament la fam a través de l'especulació, l'esperit bèl·lic, l'acumulació i la corrupció: "comerciants de cereals sense escrúpols i sense cor que van forçar els preus basats en falsos rumors". Partint de la suposició que la fam de Bengala va cobrar 1,5 milions de vides, la Comissió d'Investigació de la Fam va fer un "càlcul horripilant" que "gairebé mil rupies [£88 el 1944; equivalent a £4.896 o $1.523 el 2023] de beneficis es van meritar per mort". Tal com va dir la Comissió d'Investigació de Fam, "una gran part de la comunitat vivia en abundància mentre que d'altres morien fam... la corrupció estava generalitzada per tota la província i en moltes classes de la societat".
Un estudi del 2019 d'investigadors de l'Índia i els Estats Units, publicat a la revista Geophysical Research Letters, va ser el primer a utilitzar dades meteorològiques per argumentar que les polítiques de guerra havien agreujat la fam de Bengala. Va concloure que les polítiques britàniques sota Winston Churchill van contribuir significativament a la fam de Bengala de 1943 i que la fam va ser "única", ja que no va derivar principalment d'una sequera greu a diferència de les fams anteriors a l'Índia. Les dades havien mostrat que els nivells de pluja a finals de 1943 havien estat "per sobre de la mitjana". En canvi, van concloure que factors com la inflació en temps de guerra, les compres especulatives i l'acumulació de pànic havien agreujat greument l'escassetat d'aliments, mentre que el govern de Churchill havia continuat exportant arròs des de l'Índia malgrat les advertències de fam imminent i negà els subministraments d'emergència de blat. En canvi, les respostes anteriors del govern local a les fam, com la fam de Bihar de 1873–74, van ser més efectives, posant de manifest l'impacte perjudicial de les polítiques colonials britàniques a la fam de Bengala.